# Llista d'episodis de Bola de Drac Z Kai
Bola de Drac Z Kai (coneguda al Japó com Dragon Ball Kai) és una versió revisada de la sèrie anime Bola de Drac Z produïda en commemoració del vintè aniversari de l'original. Es va començar a emetre al Japó a Fuji Television el 5 d'abril de 2009 i va acabar el 27 de març de 2011, continuant amb Els capítols finals del 6 d'abril de 2014 fins al 28 de juny de 2015, capítols que conformen la saga Bu. La remasterització compte amb imatge d'alta definició, so i efectes especials, així com un nou doblatge amb la majoria del repartiment original. Bola de Drac Z Kai va utilitzar com a base la mateixa animació de Dragon Ball Z dels 80-90, però a causa de noves normes de radiodifusió al Japó ara es veuria en format de pantalla ampla 16:9 (com a tota la televisió japonesa). També estaria remasteritzada, resumida, reacolorida, parcialment reanimada en segona i tercera dimensió, amb algunes animacions noves, amb so estèreo i no pas monoaural com en la trilogia, amb banda sonora nova, amb alguns efectes de so nous, amb diàlegs regravats i parcialment nous i amb alguns actors de veu nous. Toei ha posat èmfasi que la sèrie tindria un "major sentit d'excitació" basant-se en el concepte de "més acció en menys temps", amb la qual cosa la majoria del farcit seria eliminat. Així Bola de Drac Z Kai va acabar sent anomenada "la versió original tallada d'Akira Toriyama", la qual cosa va significar que aquesta sèrie seria molt més tancada i fidel al manga que Bola de Drac Z (prova d'això seria la inclusió d'escenes de diversos episodis de Bola de Drac i del primer especial de TV de Z en el primer episodi de Z Kai) per la qual cosa va acabar tenint menys episodis que la sèrie original. No obstant això, la segona part de la sèrie, titulada internacionalment Bola de Drac Z Kai: Els capítols finals, va durar 61 episodis al Japó, menys que el nombre anteriorment previst de 69, la qual cosa el nombre total d'episodis a 159.
La música de fons per a la sèrie va ser composta per Kenji Yamamoto, la música va ser utilitzada per a la major part de la sèrie, però, el compositor va ser reemplaçat més tard així com la banda sonora amb pistes de música basades en la sèrie original i compostes per Shunsuke Kikuchi, compositor de Bola de Drac i Bola de Drac Z. El canvi es va dur a terme perquè Yamamoto va ser acusat de plagi. A banda d'això, les imatges de la història van ser extretes del material existent, tot i que els openings i endings es van fer de zero utilitzant mètodes actuals d'animació.
Els primers Blu-ray i DVD de la sèrie van ser llançats al Japó el 18 de setembre de 2009, posant-se a la venda un volum al mes, tant de Blu-ray com DVDs.
Pel que fa a la sèrie, es divideix en cinc sagues i 159 episodis: la Saga dels Guerrers de l'espai (Episodis 001 al 017), la Saga d'en Freezer (Episodis 018 al 054), la Saga dels Androides (Episodis 055 al 067), la Saga d'en Cèl·lula (Episodis 068 al 098) i la Saga del Monstre Bu (Episodis 099 al 159).
La sèrie es va emetre a Catalunya, per primera vegada, entre el setembre del 2011 i febrer del 2012, pel Canal 3XL, amb alts índexs d'audiència, que superaren fins i tot a tota la programació del desaparegut canal juvenil català, 3XL. Durant el 2016 es va emetre la Saga del Monstre Bu, en horari de dilluns a divendres a les 20:56 h al Canal Super3.

## Temporades
| Temporada | Temporada                     | Episodis          | Episodis          | #       | #       | Dates d'emissió        | Dates d'emissió       | Dates d'emissió en català | Dates d'emissió en català |
| Temporada | Temporada                     | Episodis          | Episodis          | #       | #       | Primera emissió        | Última emissió        | Primera emissió           | Última emissió            |
| --------- | ----------------------------- | ----------------- | ----------------- | ------- | ------- | ---------------------- | --------------------- | ------------------------- | ------------------------- |
|           | Saga dels Guerrers de l'espai | 1-17              | 1-17              | 17      | 17      | 5 d'abril de 2009      | 2 d'agost de 2009     | 19 de setembre de 2011    | 11 d'octubre de 2011      |
|           | Saga d'en Freezer             | 18-54             | 18-54             | 37      | 37      | 9 d'agost de 2009      | 25 d'abril de 2010    | 12 d'octubre de 2011      | 1 de desembre de 2011     |
|           | Saga dels Androides           | 55-66             | 55-66             | 12      | 12      | 2 de maig de 2010      | 1 d'agost de 2010     | 2 de desembre de 2011     | 19 de desembre de 2011    |
|           | Saga d'en Cèl·lula            | 67-98             | 67-98             | 32      | 32      | 8 d'agost de 2010      | 2 d'agost de 2011     | 20 de desembre de 2011    | 1 de febrer de 2012       |
|           | Saga del Monstre Bu           | 99-133 (99-140)   | 99-133 (99-140)   | 35 (42) | 35 (42) | 6 d'abril de 2014      | 7 de desembre de 2014 | 11 de gener de 2016       | 8 de març de 2016         |
|           | Saga del Monstre Bu original  | 134-159 (141-167) | 134-159 (141-167) | 26 (27) | 26 (27) | 14 de desembre de 2014 | 28 de juny de 2015    | 9 de març de 2016         | 31 de març de 2016        |

## Episodis

### Saga dels Guerrers de l'espai
| # | Títol en català | Data d'estrena al Japó | Data d'estrena a Catalunya | Audiència Canal 3XL (espectadors/share) |
| --- | --- | ---------------------- | -------------------------- | --------------------------------------- |
| 1 | Pròleg d'una batalla. El retorn d'en Son Goku Tatakai no Makuake! Kaette Kita zo Son Gokū (闘いの幕開け! 帰ってきたぞ孫悟空)                                                           | 5 d'abril de 2009      | 19 de setembre de 2011     | 197.000 espectadors / 6,3%              |
| En Son Goku se'n va amb el seu fill, en Son Gohan, a l'illa del Follet Tortuga per reunir-se amb els seus amics. Mentrestant, vingut de les profunditats de la galàxia, arriba un nou enemic a la Terra, el temible Raditz. Després d'una petita batussa amb en Cor Petit, en Raditz es disposa a buscar en Son Goku, a qui ell anomena Kakarot.                                            | |                        |                            |                                         |
| 2 | L'enemic és el germà del Goku? El secret dels poderosos guerrers de l'espai! Teki wa Gokū no Ani!? Saikyō Senshi Saiyajin no Himitsu (敵は悟空の兄!? 最強戦士サイヤ人の秘密)           | 12 d'abril de 2009     | 20 de setembre de 2011     | 106.000 espectadors / 3,6%              |
| Després de presentar-se com el germà gran d'en Son Goku, en Raditz li explica que són dos dels quatre guerrers de l'espai que queden vius i que li cal la seva col·laboració per eliminar tota la població mundial. Els altres dos guerrers que queden encara són més poderosos que ells. En Son Goku s'hi nega i en Raditz segresta en Son Gohan.                                          | |                        |                            |                                         |
| 3 | Batalla a vida o mort! L'atac desesperat del Goku i del Cor petit! Inochi o Kaketa Tatakai! Gokū to Pikkoro Sutemi no Mōkō (命をかけた闘い! 悟空とピッコロ捨て身の猛攻)                | 19 d'abril de 2009     | 21 de setembre de 2011     | 102.000 espectadors / 3,3%              |
| En Son Goku i en Cor Petit s'enfronten a en Raditz per rescatar en Son Gohan. L'únic que els pot donar la victòria és un atac d'en Cor Petit combinat amb un sacrifici d'en Son Goku, que el duria a l'altre món. En Raditz, abans de morir, adverteix que d'aquí a un any, un any molt curt, els altres dos guerrers de l'espai, encara més poderosos, arribaran a la Terra per venjar-se. | |                        |                            |                                         |
| 4 | Corre cap a l'altre món, Goku! El cami de la serp d'un milió de quilòmetres! Anoyo de Hashire Son Gokū! Hyaku-man Kiro no Hebi no Michi (あの世で走れ孫梧空! 100万キロの蛇の道)        | 26 d'abril de 2009     | 22 de setembre de 2011     | 59.000 espectadors / 2,1%               |
| Després de morir en el combat contra en Raditz, en Son Goku és a l'altre món. El nostre heroi decideix entrenar-se a les ordres del mestre Kaito, tot i que abans haurà de recórrer un llarg camí. Per la seva part, en Satanàs Cor Petit decideix fer-se càrrec d'en Son Gohan amb l'objectiu de convertir-lo en un gran guerrer...                                                        | |                        |                            |                                         |
| 5 | Supervivència salvatge! Una nit de lluna plena desperta el Gohan! Kōya no Sabaibaru! Tsukiyo ga Gohan o Yobisamasu (荒野のサバイバル! 月夜が悟飯を呼び覚ます)                          | 3 de maig de 2009      | 23 de setembre de 2011     | 49.000 espectadors / 1,9%               |
| El primer repte que el Cor Petit proposa a en Son Gohan és sobreviure sis mesos tot sol entre animals salvatges. Si aconsegueix trobar la manera de fer-ho, voldrà dir que pot arribar a ser un gran guerrer. Mentre el Follet Tortuga, en Krilin i la Bulma expliquen tot el que ha passat a la Xixi, en Son Goku continua el seu viatge pel perillós camí de la serp.                     | |                        |                            |                                         |
| 6 | El final del camí de la serp! La prova estranya del déu Kaito! Tadori Tsuita Shūten! Kaiōsama no Ochame na Shiren (辿り着いた終点!界王様のおちゃめな試練)                              | 10 de maig de 2009     | 26 de setembre de 2011     | 72.000 espectadors / 2,4%               |
| Després de sis mesos de supervivència extrema, en Son Gohan comença els entrenaments amb en Cor Petit. Mentrestant, en Son Goku arriba al final del camí de la serp i es troba el déu Kaito, però abans de començar el seu entrenament haurà d'aprendre a superar la gravetat del planeta, deu vegades superior a la de la Terra, perseguint un mico!                                       | |                        |                            |                                         |
| 7 | La batalla a gravetat deu vegades superior! La cursa del Goku contra rellotge! Jū-bai Jūryoku to Tatakae! Gokū yo Shugyō wa Kakekko da (10倍重力と闘え!悟空よ修行はかけっこだ)         | 17 de maig de 2009     | 27 de setembre de 2011     | 89.000 espectadors / 2,8%               |
| En Son Gohan continua amb el seu intensiu entrenament amb en Cor Petit, mentre la resta de guerrers de la Terra també es preparen per a l'arribada dels guerrers de l'espai, prevista per d'aquí 158 dies. Mentrestant, a l'altre món, en Son Goku continua aprenent amb les tècniques del déu Kaito a multiplicar la seva força i velocitat.                                               | |                        |                            |                                         |
| 8 | Apareix el Shenron! Els guerrers de l'espai, arriben més aviat del que estava previst Ide yo Shenron! Saiyajin Tsui ni Chikyū Tōchaku (いでよ神龍!サイヤ人ついに地球到着)              | 24 de maig de 2009     | 28 de setembre de 2011     | 90.000 espectadors / 2,8%               |
| En Son Goku finalitza el seu entrenament amb en Kaito però el que no sap és que haurà de tornar a fer una altra vegada el camí de la serp per poder tornar a la vida. Mentrestant, els guerrers de l'espai arriben a la Terra més aviat del que estava previst. | |                        |                            |                                         |
| 9 | La lluita del Iamxa! Els terribles Saibaimen! Yamucha Funtō! Osoru Beshi Saibaiman (ヤムチャ奮闘!おそるべし栽培マン)                                                                   | 31 de maig de 2009     | 29 de setembre de 2011     | 85.000 espectadors / 2,9%               |
| En Vegeta i en Nappa han arribat a la Terra disposats a trobar l'assassí d'en Raditz i les boles de drac. Els primers d'arribar al camp de batalla són en Son Gohan i en Cor Petit, però aviat se'ls hi afegeixen en Ten Shin Han, en Xaos, en Krilin i en Iamxa. Primer hauran de superar els terribles saibaimens.                                                                        | |                        |                            |                                         |
| 10 | Espera't, Xaos! El Kikoho del Ten Shin Han! Matte ro Chaozu! Tenshinhan Zekkyō no Kikōhō (待ってろ餃子! 天津飯絶叫の気功砲)                                                            | 7 de juny de 2009      | 30 de setembre de 2011     | 59.000 espectadors / 2,4%               |
| Després de veure com en Krilin també cau davant d'en Nappa per intentar venjar-se per la mort d'en Xaos, en Vegeta, després de descobrir que en Son Goku és, en realitat, en Kakarot, decideix decretar una treva de tres hores per esperar que acabi de fer el camí de la serp. | |                        |                            |                                         |
| 11 | Arribarà a temps, el Goku? Falten tres hores per la batalla! Maniau ka Son Gokū!? Sentō Saikai Made Sanjikan (間に合うか孫悟空!? 戦闘再開まで3時間)                                    | 14 de juny de 2009     | 3 d'octubre de 2011        | 113.000 espectadors / 3,7%              |
| Mentre en Vegeta espera l'arribada d'en Son Goku per donar-li el càstig que es mereix per haver traït la seva raça, en Nappa s'encarrega d'en Son Gohan, en Krilin i en Cor Petit. En Son Goku s'acosta a tota velocitat amb el núvol Kinton, però, si no hi arriba a temps, tots els seus amics ho podrien acabar pagant molt car.                                                         | |                        |                            |                                         |
| 12 | Les llàgrimes d'en Cor Petit! El contraatac furibund d'en Goku! Pikkoro ga Nagashi ta Namida... Son Gokū Ikari no Dai Hangeki! (ピッコロが流した涙…孫悟空怒りの大反撃!)                | 21 de juny de 2009     | 4 d'octubre de 2011        | 85.000 espectadors / 2,9%               |
| La mort d'en Cor Petit a mans d'en Nappa i el fet que ara ja no es podran fer servir les boles de drac, ha deixat tothom amb la moral per terra. Aviat, l'arribada d'en Son Goku posarà les coses a lloc i, després de deixar clar que és molt superior que en Nappa, iniciarà una batalla a vida o mort contra el temible Vegeta, disposat a acabar amb el traïdor.                        | |                        |                            |                                         |
| 13 | La potència de l'atac d'en Kaito. En Son Goku contra en Vegeta Kore ga Kaiōken da!! Genkai Batoru no Gokū tai Bejīta (これが界王拳だ!! 限界バトルの悟空VSべジータ)                     | 28 de juny de 2009     | 5 d'octubre de 2011        | 103.000 espectadors / 3,5%              |
| Les morts dels seus amics fan que en Son Goku ordeni que en Son Gohan i en Krilin el deixin lluitar sol contra en Vegeta i s'inicia un combat que promet ser espectacular. En Vegeta comença provocant el seu rival, i en Son Goku, en contra dels consells del seu mestre, es disposa a fer l'atac d'en Kaito multiplicat per tres, conscient que li pot destrossar el cos.                | |                        |                            |                                         |
| 14 | Kame Hame Ha. L'esgarrifosa transformació d'en Vegeta Gekitotsu Kamehameha! Bejīta Shūnen no Dai-henshin (激突かめはめ波! ベジータ執念の大変身)                                        | 5 de juliol de 2009    | 6 d'octubre de 2011        | 115.000 espectadors / 3,9%              |
| En Vegeta, convençut que és el millor guerrer de tot l'Univers i sorprès per l'atac d'en Son Goku, es nega a acceptar que podria perdre la batalla. Per això decideix crear una lluna plena per transformar-se en l'oozaru, un mico monstruós que fa que la seva força es multipliqui per deu. Aviat en Son Gohan i en Krilin s'adonaran que en Son Goku està en perill de debò.            | |                        |                            |                                         |
| 15 | En Son Goku contra les cordes! Totes les esperances en la bola Genki Zettai Zetsumei no Gokū! Genki Dama ni Negai o Takuse (絶体絶命の悟空! 元気玉に願いを託せ)                        | 12 de juliol de 2009   | 7 d'octubre de 2011        | 62.000 espectadors / 2,1%               |
| Sense forces, en Son Goku cau en mans d'en Vegeta i queda fora de combat. Els intents d'en Son Gohan, en Krilin i en Iajirobai de tallar la cua a en Vegeta, cosa que el tornaria a la seva forma original, deixen clar que és un rival massa fort. Tot i així, en Son Gohan fa tot el que pot per deixar temps a en Son Goku de preparar l'última esperança, la bola genki.                | |                        |                            |                                         |
| 16 | Derrota l'invencible Vegeta. Fes un miracle, Son Gohan! Datō Fujimi no Bejīta! Kiseki o Okose Son Gohan (打倒不死身のベジータ! 奇跡を起こせ孫悟飯)                                     | 19 de juliol de 2009   | 10 d'octubre de 2011       | 83.000 espectadors / 2,7%               |
| Després de sobreviure a la bola genki, en Vegeta fa una demostració de força i gairebé mata en Son Gohan, en Krilin, en Son Goku i en Iajirobai. La victòria haurà de passar per la transformació d'en Son Gohan en un mico gegant. En Vegeta, ara mal ferit, intenta escapar-se amb la seva nau espacial, però es troba amb en Krilin, que té set de venjança.                             | |                        |                            |                                         |
| 17 | El final d'una batalla ferotge. L'espurna d'esperança és el planeta d'en Cor Petit Gekisen no Yoake... Kibō no Hoshi wa Pikkoro no Furusato (激戦の夜明け... 希望の星はピッコロの故郷) | 2 d'agost de 2009      | 11 d'octubre de 2011       | 70.000 espectadors / 2,5%               |
| Després de deixar fugir en Vegeta, gràcies a la mediació d'en Son Goku davant d'en Krilin, ara el nou objectiu és fer ressuscitar els guerrers de l'espai que han caigut en la batalla. El mateix Krilin proposa d'anar a buscar les boles de drac de Nàmek, el planeta d'en Cor Petit. El problema és que és un planeta molt llunyà i fa falta una nau espacial per arribar-hi!            | |                        |                            |                                         |

### Saga d'en Freezer
| # | Títol en català | Data d'estrena al Japó | Data d'estrena a Catalunya | Audiència Canal 3XL (espectadors/share) |
| --- | --- | ---------------------- | -------------------------- | --------------------------------------- |
| 18 | La nau que es va quedar a les altures de la fi del món. Enlairament cap al planeta Nàmek Yunzabitto ni Nemuru Uchūsen! Namekkusei e Iza Hasshin (ユンザビットに眠る宇宙船! ナメック星へいざ発進) | 9 d'agost de 2009      | 12 d'octubre de 2011       | 113.000 espectadors / 3,7%              |
| Després del fracàs de la nau espacial d'en Nappa, el senyor Popo dona la sorpresa mostrant l'antiga nau espacial que va portar en Totpoderós per primer cop a la Terra. Només li fan falta uns quants retocs perquè en Krilin, la Bulma i en Son Gohan es puguin enlairar cap al planeta Nàmek amb l'esperança de trobar-hi més boles de drac.                                                        | |                        |                            |                                         |
| 19 | Un nou enemic poderós. En Freezer, governador de l'univers Arata Naru Kyōteki! Uchū no Teiō Furīza (新たなる強敵! 宇宙の帝王フリーザ)                                                            | 16 d'agost de 2009     | 13 d'octubre de 2011       | 104.000 espectadors / 3,4%              |
| Mentre en Krilin, la Bulma i en Son Gohan continuen el llarg viatge cap al planeta Nàmek, en Vegeta es recupera i descobreix que en Freezer, el governador de l'Univers, també es dirigeix cap a Nàmek per reunir les boles de drac i fer-les servir per aconseguir la immortalitat. En Vegeta no trigarà a arribar-hi, just després que ho facin els nostres herois.                                 | |                        |                            |                                         |
| 20 | La rebel·lió contra en Freezer. L'ambició encesa d'en Vegeta Furīza e no Hangyaku! Yabō ni Moeru Bejīta (フリーザへの反逆! 野望に燃えるベジータ)                                                 | 23 d'agost de 2009     | 14 d'octubre de 2011       | 74.000 espectadors / 2,8%               |
| Just després d'arribar a Nàmek, en Freezer envia en Kiwi a aturar en Vegeta, que aviat deixa el seu adversari fora de combat. Mentrestant, en Krilin i en Son Gohan, sensibles a les forces obscures que conflueixen pel planeta, decideixen investigar en Freezer i els seus homes. A la Terra, en Son Goku es recupera i descobreix els problemes dels seus companys.                               | |                        |                            |                                         |
| 21 | Protegiu les boles de drac! El gran atac dels namekians! Mamore Doragon Bōru! Namekkuseijin Sōkōgeki (守れドラゴンボール！ナメック星人総攻撃)                                                    | 30 d'agost de 2009     | 17 d'octubre de 2011       | 117.000 espectadors / 3,7%              |
| Conscient que en Krilin, la Bulma i en Son Gohan s'han quedat sense nau i no poden tornar de Nàmek, en Son Goku inicia un viatge de sis dies cap al planeta i ho aprofita per començar un entrenament duríssim. Mentrestant, els namekians, per evitar que en Freezer aniquili el seu poble, intenten destruir tots els seus dispositius amb un resultat desastrós.                                   | |                        |                            |                                         |
| 22 | La caça despiatada del Dodoria! En Vegeta descobreix la veritat! Mōtsui Dodoria no Kyōfu! Bejīta ni Akasu Shinjitsu (猛追ドドリアの恐怖！ベジータに明かす真実)                                   | 6 de setembre de 2009  | 18 d'octubre de 2011       | 69.000 espectadors / 2,2%               |
| Després de permetre que en Krilin i en Son Gohan s'escapin, els problemes d'en Dodoria s'intensifiquen amb l'aparició d'en Vegeta, que té uns altres plans per a ell. En Freezer ja té 5 boles de drac, la Bulma continua amagada a les coves i en Son Goku, mentre s'acosta a Nàmek, es comença a entrenar en una gravetat vint vegades superior a la de la Terra.                                   | |                        |                            |                                         |
| 23 | Les estratègies secretes d'en Vegeta! Un assalt tràgic als namekians! Anyaku no Bejīta! Namekkuseijin wo Osou Higeki (暗躍のベジータ！ナメック星人を襲う悲劇)                                    | 13 de setembre de 2009 | 19 d'octubre de 2011       | 79.000 espectadors / 2,3%               |
| En Vegeta, després de destruir en Dodoria, decideix passar a l'ofensiva i aconsegueix per fi una de les boles de drac. En Dende, que ja sap per què en Krilin i en Son Gohan han vingut a Nàmek, els porta fins al Venerable Ancià per protegir l'última bola de drac. Tot i així, les cinc boles de drac que ja té en Freezer l'acosten cada cop més a la immortalitat.                              | |                        |                            |                                         |
| 24 | Els amics ressusciten! L'horrible transformació del Zarbon! Yomigaeru Nakamatachi! Bisenshi Zābon Akuma no Henshin (甦る仲間たち！美戦士ザーボン悪魔の変身)                                      | 20 de setembre de 2009 | 20 d'octubre de 2011       | 97.000 espectadors / 3,1%               |
| Mentre en Son Goku es continua entrenant de camí cap a Nàmek, el déu Kaito l'informa que en Iamxa, en Ten Shin Han, en Xaos i en Cor Petit han seguit els seus passos pel camí de la serp. Mentre en Krilin i en Dende es dirigeixen a la casa del Venerable Ancià per protegir l'última bola de drac, en Vegeta és testimoni de l'horrible transformació d'en Zarbon.                                | |                        |                            |                                         |
| 25 | Força, Krilin! La premonició del Freezer! Pawā Appu da Kuririn! Ugomeku Furīza no Yokan (パワーアップだクリリン！うごめくフリーザの予感)                                                         | 27 de setembre de 2009 | 21 d'octubre de 2011       | 65.000 espectadors / 2,3%               |
| En Freezer, després de pressentir que ha d'arribar un guerrer de l'espai destinat a convertir-se en el seu enemic, decideix fer venir les forces especials. Mentrestant, en Son Gohan surt a buscar la bola amagada pel Vegeta, i en Krilin, amb una bola de drac al seu poder, es disposa a recuperar les cinc d'en Freezer abans que mori el Venerable Ancià.                                       | |                        |                            |                                         |
| 26 | Es trenquen els esquemes! En Vegeta contraataca el Zarbon! Kudake Chire Inbō! Gyakushū no Bejīta VS Zābon (砕け散れ陰謀！逆襲のベジータVSザーボン)                                               | 4 d'octubre de 2009    | 24 d'octubre de 2011       | 95.000 espectadors / 2,8%               |
| En Vegeta, després d'haver-se recuperat de la pallissa d'en Zarbon a la nau d'en Freezer, decideix passar a l'acció i endur-se'n les 5 boles de drac. Mentrestant, en Son Gohan descobreix que en Vegeta ha amagat la bola de drac al fons d'un llac i es disposa a recuperar-la. Més tard, en Vegeta localitza en Krilin i el segueix fins al seu amagatall, on aviat també es presentarà en Zarbon. | |                        |                            |                                         |
| 27 | Salvada d'un pèl. En Son Gohan protegeix la bola de 4 estrelles Isshokusokuhatsu no Pinchi! Gohan yo Sūshinchū o Mamore (一触即発のピンチ！悟飯よ四星球を守れ)                                   | 11 d'octubre de 2009   | 25 d'octubre de 2011       | 121.000 espectadors / 4,1%              |
| Mentre en Son Goku s'acosta a Nàmek i es continua entrenant intensament, en Krilin, en Son Gohan i la Bulma s'apoderen de la bola que en Vegeta havia amagat, la qual cosa el fa enrabiar molt. En Krilin, d'altra banda, proposa anar a veure el Venerable Ancià perquè desperti els poders latents d'en Son Gohan, l'única manera de poder lluitar contra en Vegeta.                                | |                        |                            |                                         |
| 28 | Comença el compte enrere per la batalla. Endavant forces especials Semaru Chōkessen! Ginyū Tokusentai Tadaima Sanjō! (迫る超決戦！ギニュー特戦隊只今参上ッ！)                                    | 18 d'octubre de 2009   | 26 d'octubre de 2011       | 77.000 espectadors / 2,4%               |
| Després d'haver deixat la Bulma a l'amagatall amb la bola de drac, en Krilin porta en Son Gohan a veure el Venerable Ancià perquè li desperti els poders latents. Aviat, però, un nou perill arribat del cel fa que en Vegeta, en Krilin i en Son Gohan s'hagin d'aliar per fer front a la nova amenaça: les forces especials del capità Gineu, la gran esperança d'en Freezer.                       | |                        |                            |                                         |
| 29 | El primer de les forces especials. La congelació del temps del Guldo Tokusentai no Ichibante! Gurudo no Jubaku o Uchi Kuzuse (特戦隊の一番手！グルドの呪縛を打ち崩せ)                            | 25 d'octubre de 2009   | 27 d'octubre de 2011       | 70.000 espectadors / 2,3%               |
| Només arribar al planeta Nàmek, les forces especials del capità Gineu prenen el control de la situació i s'apoderen de les set boles de drac. En Guldo és el primer d'enfrontar-se a en Krilin i en Son Gohan, fent servir la seva tècnica de congelació del temps, però en Vegeta de seguida hi intervé i demostra tot el seu potencial.                                                             | |                        |                            |                                         |
| 30 | El malson Recoome. Surt a jugar Vegeta Jigoku no Rikūmu! Tanoshimasero yo Bejīta-chan (地獄のリクーム！楽しませろよベジータちゃん)                                                               | 1 de novembre de 2009  | 28 d'octubre de 2011       | 94.000 espectadors / 3,2%               |
| En Freezer intenta fer servir les boles de drac, però descobreix que li falta la contrasenya. Mentrestant, en Recoome, després de demostrar la seva potència davant d'en Vegeta, es disposa a acabar també amb en Krilin i en Son Gohan, fins que apareix en Son Goku per posar a prova tot l'entrenament que ha fet a 100 Ges de gravetat i salvar els seus amics.                                   | |                        |                            |                                         |
| 31 | Per fi arriba en Goku. Carrega't les forces especials! Son Gokū Tsuini Tōchaku! Kechirase Ginyū Tokusentai (孫悟空ついに到着！蹴散らせギニュー特戦隊)                                            | 8 de novembre de 2009  | 31 d'octubre de 2011       | 68.000 espectadors / 2,8%               |
| Després d'arribar al camp de batalla i repartir mongetes màgiques a en Son Gohan, en Krilin i en Vegeta, en Son Goku es desfà amb facilitat d'en Recoome. En Vegeta, veient com van caient tots els membres de les forces especials d'en Gineu, comença a témer el pitjor: que en Son Goku s'hagi convertit en un superguerrer de l'espai.                                                            | |                        |                            |                                         |
| 32 | Apareix el jugador estrella! Gineu contra Goku! Shin'uchi Tōjō!? Ginyū Taichō VS Son Gokū (真打ち登場！？ギニュー隊長VS孫悟空)                                                                   | 15 de novembre de 2009 | 1 de novembre de 2011      | 103.000 espectadors / 3%                |
| En Krilin dedueix que en Freezer es deu estar dirigint cap a la casa del Venerable Ancià perquè li digui la contrasenya de les boles de drac i se n'hi va mentre en Son Gohan va a buscar el radar de la Bulma. Mentrestant, en Son Goku, acompanyat d'entrada per en Vegeta, inicia un combat èpic contra el capità Gineu, que per fi podrà desplegar tota la seva força.                            | |                        |                            |                                         |
| 33 | En Goku a màxima potència! L'atac desesperat del capità Gineu! Furu Pawā da Son Gokū! Ononoku Ginyū ni Hisaku Ari!? (フルパワーだ孫悟空！おののくギニューに秘策あり！？)                         | 22 de novembre de 2009 | 2 de novembre de 2011      | 68.000 espectadors / 2,1%               |
| El capità Gineu i en Jeice es queden bocabadats davant de la potència d'en Goku. Convençut que es tracta del superguerrer de l'espai que tant tem en Freezer, l'únic capaç de plantar-li cara i prendre-li el control de l'Univers, el capità Gineu decideix fer servir una habilitat que deixa tothom de pedra. En Freezer, mentrestant, arriba a la casa del Venerable Ancià.                       | |                        |                            |                                         |
| 34 | Sorpresa! En Goku és el Gineu i el Gineu és en Goku? Bikkuri! Gokū ga Ginyū de Ginyū ga Gokū ? (ビックリ！悟空がギニューでギニューが悟空！？)                                                    | 29 de novembre de 2009 | 3 de novembre de 2011      | 56.000 espectadors / 1,8%               |
| Després de quedar molt malferit pels atacs d'en Son Goku, el capità Gineu fa servir una tècnica sorprenent per canviar-se el cos amb el del seu rival. Mentre en Vegeta acorrala en Freezer a la seva nau, en Son Gohan i en Krilin, guiats pel radar, arriben al lloc dels fets i intenten invocar el drac Shenron. Aviat també hi arribarà en Gineu amb el cos d'en Son Goku...                     | |                        |                            |                                         |
| 35 | Torna en Goku! Crideu en Porunga! Gokū Dai-Gyakuten!?Ima Koso Ide yo Chō-Shenron! (悟空大逆転！？今こそいでよ超神龍！)                                                                           | 6 de desembre de 2009  | 4 de novembre de 2011      | 91.000 espectadors / 2,9%               |
| Després d'observar com el capità Gineu torna a fer servir la tècnica del canvi de cossos amb en Vegeta, en Son Goku aconsegueix convertir el malvat Gineu en una granota inofensiva. En Freezer, més tard, es dirigeix cap a la seva nau, on en Son Goku es recupera de les ferides. Allà, en Krilin, en Son Gohan i en Dende estan a punt d'invocar el drac namekià.                                 | |                        |                            |                                         |
| 36 | En Freezer s'acosta! El Porunga concedeix el nostre desig! Gekikō Furīza ga Semaru ! Porunga yo… Negai wo Kanae Tamae ! (激昂フリーザが迫る！ポルンガよ…願いを叶えたまえ！)                      | 13 de desembre de 2009 | 7 de novembre de 2011      | 49.000 espectadors / 1,4%               |
| En Krilin, en Son Gohan i en Dende han invocat el drac Porunga i s'han d'afanyar a demanar els tres desitjos abans que els descobreixin en Freezer o en Vegeta. En Cor Petit, parlant telepàticament a través d'en Kaito, els demanarà que el facin ressuscitar a ell primer. Amb ell, el Totpoderós tornarà també a la vida i tornaran a tenir les boles de drac de la Terra.                        | |                        |                            |                                         |
| 37 | La transformació terrorífica! La força del combat del Freezer a... un milió? Akumu no Chō Henshin ! Sentōryoku Hyaku-man no Furīza (悪夢の超変身！戦闘力100万のフリーザ)                         | 20 de desembre de 2009 | 8 de novembre de 2011      | 91.000 espectadors / 3%                 |
| Mentre en Cor Petit decideix unir-se a un Nail ferit de mort per convertir-se en un ésser molt més poderós, la transformació terrorífica d'en Freezer deixa tots els seus rivals sense alè. Amb la seva força multiplicada per un milió, en Krilin serà el primer de provar la fúria d'un Freezer amb més poder i més set de venjança que mai.                                                        | |                        |                            |                                         |
| 38 | En Freezer treu les urpes! L'atac incontenible d'en Son Gohan! Kiba o Muku Furīza! Chōzetsu Pawā ga Gohan o Osō (牙をむくフリーザ！超絶パワーが悟飯を襲う)                                       | 27 de desembre de 2009 | 9 de novembre de 2011      | 88.000 espectadors / 2,9%               |
| En Freezer, havent completat la seva primera transformació, ataca en Krilin i el deixa molt malferit. Mentre en Dende fa servir els seus poders per curar en Krilin, un Son Gohan molt enrabiat decideix atacar i agafa en Freezer desprevingut. De totes maneres, en Freezer és tan poderós que sembla que no hi ha res a fer. Aleshores, apareix en Cor Petit...                                    | |                        |                            |                                         |
| 39 | El nou Cor petit! La segona transformació del Freezer! Shinsei Pikkoro Arawaru! Gekido Furīza Dai Ni no Henshin (新生ピッコロあらわる！激怒フリーザ第2の変身)                                    | 10 de gener de 2010    | 10 de novembre de 2011     | 50.000 espectadors / 1,6%               |
| El nou Cor Petit arriba al camp de batalla convençut que podrà acabar amb en Freezer, que quan s'adona del poder del seu rival decideix fer una segona transformació que li permet augmentar la seva força fins a nivells terrorífics. Ara serà en Son Gohan el que atacarà, també amb la força augmentada després d'haver-se recuperat de les ferides mortals.                                       | |                        |                            |                                         |
| 40 | La transformació final del Freezer! Comença el malson definitiu! Furīza Saigo no Chō Henshin! Jigoku Ijō no Kyōfu ga Hajimaru (フリーザ最後の超変身！地獄以上の恐怖がはじまる)                   | 17 de gener de 2010    | 11 de novembre de 2011     | 76.000 espectadors / 2,8%               |
| En Freezer, decidit a exterminar els guerrers de l'espai d'una vegada per totes, els mostra la seva autèntica forma final, un malson pitjor que tots els horrors de l'infern. Mentrestant, en Vegeta ordena a en Krilin que l'ataqui de mort per poder augmentar la seva força quan en Dende l'hagi curat.                                                                                            | |                        |                            |                                         |
| 41 | S'acosta el moment de la veritat! En Son Goku torna a l'acció! Machinimatta ze Kono Shunkan! Son Gokū ga Fukkatsu da (待ちに待ったぜこの瞬間！孫悟空が復活だ)                                    | 24 de gener de 2010    | 14 de novembre de 2011     | 77.000 espectadors / 2,3%               |
| Recuperat de les ferides i convençut que ja s'ha convertit en un superguerrer de l'espai, en Vegeta llança un atac a en Freezer i en surt molt mal parat. En Freezer hi juga una estona fins que decideix liquidar-lo per sempre. En Krilin, en Son Gohan i en Cor Petit, paralitzats de por, s'ho miren impotents, fins que per fi apareix en Son Goku...                                            | |                        |                            |                                         |
| 42 | Derrota en Freezer, Goku! Les llàgrimes de l'orgullós príncep guerrer de l'espai! Furīza o Taose Son Gokū! Hokori-Takaki Bejīta no Namida (フリーザを倒せ孫悟空！誇り高きベジータの涙)           | 31 de gener de 2010    | 15 de novembre de 2011     | 112.000 espectadors / 3,5%              |
| En Freezer de seguida reconeix en Son Goku com el guerrer de l'espai que es va rebel·lar contra ell quan volia destruir el planeta Vegeta. Però ara en Son Goku ja no és el mateix d'abans. Ha tornat a superar les seves limitacions. Just abans de morir, en Vegeta explica a en Son Goku que va ser en Freezer el que va destruir el seu planeta natal i li demana que se'l carregui.              | |                        |                            |                                         |
| 43 | En Son Goku contra en Freezer! Comença el gran enfrontament! Son Gokū tai Furīza! Chō-Kessen no Makuake da! (孫悟空ＶＳフリーザ！超決戦の幕開けだ！)                                             | 7 de febrer de 2010    | 16 de novembre de 2011     | 77.000 espectadors / 2,4%               |
| Comença la gran batalla entre en Son Goku i en Freezer amb un començament espectacular. Aviat en Son Goku descobrirà que en Freezer és incapaç de notar la força dels altres i s'adonarà que és l'únic avantatge que té sobre el seu contrincant. De totes maneres, els dos rivals reconeixeran que no estan mostrant tot el seu potencial, de moment...                                              | |                        |                            |                                         |
| 44 | La batalla al límit! En Son Goku, en Freezer i en Gineu un altre cop? Genkai Toppa no Nikudansen! Gokū to Furīza to Ginyū Futatabi!? (限界突破の肉弾戦！悟空とフリーザとギニュー再び！？)        | 14 de febrer de 2010   | 17 de novembre de 2011     | 87.000 espectadors / 2,8%               |
| Mentre en Son Goku i en Freezer continuen lluitant al límit, el capità Gineu aprofita la innocència de la Bulma per canviar-li el cos i dirigir-se cap al camp de batalla amb l'objectiu de liquidar, d'entrada, en Cor Petit. Si les possibilitats d'en Son Goku contra en Freezer ja són minses, quina defensa pot tenir en Cor Petit davant de l'estratègia del capità Gineu?                      | |                        |                            |                                         |
| 45 | L'atac d'en Kaito multiplicat per vint! Un kamehameha de tot o res! Nijū-Bai Kaiōken da! Subete o Kaketa Kamehameha (２０倍界王拳だ！すべてを賭けたかめはめ波)                                   | 21 de febrer de 2010   | 18 de novembre de 2011     | 111.000 espectadors / 4,2%              |
| En Son Gohan, amb molta habilitat, aconsegueix salvar en Cor Petit del capità Gineu i tornar el cos a la Bulma. Després de comprovar que en Freezer el té dominat i que podria destrossar tot Nàmek en qüestió de segons, en Son Goku s'adona que l'única possibilitat que té de derrotar-lo és aconseguir fer l'atac d'en Kaito multiplicat per vint.                                                | |                        |                            |                                         |
| 46 | L'últim trumfo! La bola Genki definitiva d'en Goku! Kore ga Saigo no Kirifuda da! Gokū no Tokudai Genki Dama (これが最後の切り札だ！悟空の特大元気玉)                                            | 28 de febrer de 2010   | 21 de novembre de 2011     | 81.000 espectadors / 2,5%               |
| Després de veure que l'atac d'en Kaito multiplicat per vint no ha servit per res, en Son Goku prepara una bola genki com l'últim intent per carregar-se en Freezer. Mentre prova de reunir tota l'energia necessària per crear la bola gegant, en Cor Petit intervé en la batalla per donar-li el temps que necessita, en un pla totalment suïcida.                                                   | |                        |                            |                                         |
| 47 | Desperta't, guerrer llegendari! En Goku, el superguerrer de l'espai! Mezamero Densetsu no Senshi… Sūpā Saiyajin, Son Gokū! (目覚めろ伝説の戦士…超サイヤ人、孫悟空！)                             | 7 de març de 2010      | 22 de novembre de 2011     | 93.000 espectadors / 2,8%               |
| L'estratègia d'en Son Gohan i en Krilin per despistar en Freezer perquè en Son Goku pugui reunir l'energia necessària per crear la bola genki ha estat un èxit, i després de llançar-la tothom assumeix que la batalla èpica s'ha acabat. En Freezer ha perdut. Per desgràcia, estan tots equivocats. La resposta d'en Freezer és eliminar en Cor Petit i en Krilin...                                | |                        |                            |                                         |
| 48 | El superguerrer de l'espai enfadat! En Son Goku llença el guant! Okoreru Sūpā Saiyajin! Nanori o Agero Son Gokū! (怒れる超サイヤ人！名乗りを上げろ孫悟空！)                                      | 14 de març de 2010     | 23 de novembre de 2011     | 100.000 espectadors / 2,8%              |
| En Son Gohan s'emporta en Cor Petit fora del terreny de batalla i la lluita entre en Freezer i el superguerrer de l'espai continua amb més força que mai. Quan en Freezer s'adona que en Son Goku és el guerrer que diuen les llegendes, pur de cor i despertat per la ràbia, decideix que l'únic que pot fer per matar-lo és carregar-se tot el planeta Nàmek.                                       | |                        |                            |                                         |
| 49 | Venja els que han caigut, Goku! Compte enrere per la destrucció del planeta! Ada o Ute Son Gokū! Wakusei Hōkai no Kauntodaun (仇を討て孫悟空！惑星崩壊のカウントダウン)                          | 21 de març de 2010     | 24 de novembre de 2011     | 70.000 espectadors / 2,2%               |
| Després de veure's acorralat per en Son Goku, en Freezer decideix atacar directament el planeta Nàmek, que en qüestió de minuts es desintegrarà. El déu Kaito aconsella a en Goku que ataqui en Freezer amb tot el que li queda de força mentre s'està transformant, però el superguerrer de l'espai prefereix lluitar contra el tirà de l'Univers a màxima potència.                                 | |                        |                            |                                         |
| 50 | En Freezer a màxima potència! Shenron, concedeix el nostre desig! Furīza Kesshi no Furu Pawā! Negai o Todokete Kure Shenron (フリーザ決死のフルパワー！願いを届けてくれ神龍)                     | 28 de març de 2010     | 25 de novembre de 2011     | 63.000 espectadors / 2,2%               |
| En Son Goku espera que en Freezer arribi a la seva màxima potència per donar temps a en Son Gohan i a la Bulma a arribar a la nau espacial. El déu Kaito prepara un pla per fer ressuscitar tots aquells que han matat en Freezer i els seus homes, però això vol dir que en Ten Shin Han, en Xaos i en Iamxa hauran de continuar morts. Falten molt pocs minuts perquè exploti el planeta...         | |                        |                            |                                         |
| 51 | El rugit furiós d'en Son Goku! El desig de l'últim minut! Gokū Gekido no Osakebi! Ma ni Ae… Kishi-Kaisei no Negai! (悟空激怒の雄叫び！間に合え…起死回生の願い！)                                 | 4 d'abril de 2010      | 28 de novembre de 2011     | 98.000 espectadors / 2,9%               |
| El drac Shenron farà ressuscitar tots aquells que van matar en Freezer i els seus homes. D'aquesta manera, un cop el Venerable Ancià torni a viure, el drac de Nàmek podrà reaparèixer. A última hora en Son Goku demana al déu Kaito que canviï el desig per poder-se enfrontar a en Freezer al planeta Nàmek, moments abans que sigui destruït.                                                     | |                        |                            |                                         |
| 52 | Duel en un planeta que s'esfondra! L'últim enfrontament! Kieyuku Hoshi ni Nokotta Futari! Kore ga Saishū Kessen da (消えゆく星に残った２人！これが最終決戦だ)                                    | 11 d'abril de 2010     | 29 de novembre de 2011     | 69.000 espectadors / 2,2%               |
| Tots arriben a la Terra però es pregunten on paren en Goku i en Freezer. Els dos s'han quedat a Nàmek en una lluita a mort. En Goku sembla tenir pietat del Freezer i vol perdonar-li la vida. En Freezer ho rebutja categòricament en una decisió que li serà fatal. | |                        |                            |                                         |
| 53 | L'atac final d'en Goku! Compte enrere per a la destrucció de Nàmek! Son Gokū, Saigo no Ichigeki… Namekku-sei Uchū ni Chiru (孫悟空、最後の一撃…ナメック星宇宙に散る)                             | 18 d'abril de 2010     | 30 de novembre de 2011     | 111.000 espectadors / 3,4%              |
| Després de liquidar en Freezer, en Son Goku intenta fugir de Nàmek amb la seva nau, però el planeta explota i tot fa pensar que desapareix en l'espai. Mentre els namekians ressuscitats s'acomiaden del Venerable Ancià, en Son Gohan descobreix que en Krilin i la resta podran tornar quan les boles de drac de Nàmek hagin recuperat el seu poder.                                                | |                        |                            |                                         |
| 54 | En Goku desapareix en l'espai. Benvinguts a casa, superguerrers! Uchū ni Kieta Gokū… Yomigaere! Chō Senshi-tachi (宇宙に消えた悟空…甦れ！超戦士たち)                                             | 25 d'abril de 2010     | 1 de desembre de 2011      | 79.000 espectadors / 2,6%               |
| Un any després que en Son Goku va guanyar en Freezer i va desaparèixer en l'espai, sembla que per fi podran fer ressuscitar en Iamxa, en Xaos, en Ten Shin Han, i fins i tot en Krilin. Aviat també descobrirem que en Son Goku encara és viu, però que encara no està preparat per tornar. Segons en Porunga, prefereix tornar ell mateix i es nega a ser transportat.                               | |                        |                            |                                         |

### Saga dels Androides
| # | Títol en català | Data d'estrena al Japó | Data d'estrena a Catalunya | Audiència Canal 3XL (espectadors/share) |
| --- | --- | ---------------------- | -------------------------- | --------------------------------------- |
| 55 | Allà hi ha el planeta Terra, pare! El Freezer i el rei Cold ataquen de nou! Are ga Chikyū da yo Papa... Furīza-Oyako no Gyakushū (あれが地球だよパパ... フリーザ親子の逆襲)      | 2 de maig de 2010      | 2 de desembre de 2011      | 64.000 espectadors / 2,2%               |
| En Freezer i el seu pare, el poderós Rei Cold, es dirigeixen cap a la Terra per venjar-se d'un Son Goku que, després d'un any de l'explosió de Nàmek, continua desaparegut en l'espai. Els nostres herois noten les forces descomunals que s'acosten a la Terra i es dirigeixen cap al lloc d'aterratge de la seva nau. Aleshores, apareix en Trunks, un nou superguerrer que assegura que derrotarà els nouvinguts. | |                        |                            |                                         |
| 56 | Jo derrotaré el Freezer! Un altre superguerrer de l'espai! Furīza wa Boku ga Taosu! Mō Hitori no Sūpā Saiyajin (フリーザはボクが倒す! もう一人の超サイヤ人)                      | 9 de maig de 2010      | 5 de desembre de 2011      | 118.000 espectadors / 3,8%              |
| En Trunks, l'altre superguerrer de l'espai, de seguida demostra que no en té ni per començar amb en Freezer i el Rei Cold, que s'han presentat a la Terra per venjar-se d'en Son Goku i matar tota la humanitat. Després de la batalla, en Trunks convida en Son Gohan i companyia a acompanyar-lo al lloc on, d'aquí a poques hores, aterrarà la nau que transporta en Son Goku.                                    | |                        |                            |                                         |
| 57 | Benvingut, Goku! Les confessions del misteriós jove Trunks! Okaeri Son Gokū! Nazo no Shōnen Torankusu no Kokuhaku (おかえり孫悟空! 謎の少年トランクスの告白)                     | 16 de maig de 2010     | 6 de desembre de 2011      | 77.000 espectadors / 2,6%               |
| En Goku arriba a la Terra just en el lloc i en el moment que havia predit el misteriós Trunks, que li confessa que ve del futur i que, d'aquí a tres anys, hi haurà un atac devastador protagonitzat per uns androides diabòlics creats pel doctor Guero. En Son Goku i companyia, si volen salvar la vida i el planeta Terra, tenen tres anys per entrenar-se de valent.                                            | |                        |                            |                                         |
| 58 | La nova tècnica del Goku, el canvi de lloc instantani! Gokū no Shin Waza, Shunkan Idō! San-nen Go ni Kaketa Tokkun (悟空の新ワザ、瞬間移動! 3年後に賭けた特訓)                   | 23 de maig de 2010     | 7 de desembre de 2011      | 96.000 espectadors / 3,1%               |
| En Son Goku, després d'explicar com va sobreviure a l'explosió de Nàmek i va reaparèixer al planeta Yardrat, fa una demostració de la seva nova tècnica: el canvi de lloc instantani. Tot seguit, comença la sessió d'entrenament de tres anys per fer front als misteriosos androides diabòlics que ben aviat arribaran a la Terra.                                                                                 | |                        |                            |                                         |
| 59 | Monstres indetectables! Apareixen els androides! Kehai o Motanu Futari-gumi! Jinzōningen, Arawaru (気配を持たぬ2人組! 人造人間、あらわる)                                        | 30 de maig de 2010     | 8 de desembre de 2011      | 92.000 espectadors / 3,0%               |
| Després de tres anys d'entrenament intens, per fi arriba el dia fatídic en què els misteriosos androides es donen a conèixer. El primer de caure serà en Iamxa, que descobrirà que són capaços de xuclar tota l'energia dels seus adversaris. Després d'endur-se els monstres lluny de la ciutat per evitar morts innecessàries, comença una batalla de veritat.                                                     | |                        |                            |                                         |
| 60 | L'enemic invencible! En Son Goku contra l'androide 19! Uchi-naru Teki to no Hasami-Uchi!? Son Gokū tai Jinzōningen Jūkyū-gō (内なる敵との挟み撃ち!? 孫悟空VS人造人間19号)        | 6 de juny de 2010      | 9 de desembre de 2011      | 101.000 espectadors / 3,7%              |
| Després de descobrir que fa anys que el doctor Guero recopila informació sobre en Son Goku, comença la batalla contra l'Androide 19, i la resta de guerrers de seguida veuen que no hi pinten res. D'entrada, tot va bé, fins que en Son Goku s'adona que el seu cor es comença a debilitar i que l'Androide 19 li està consumint tota l'energia.                                                                    | |                        |                            |                                         |
| 61 | No hi ha victòria per l'androide 19! Arriba el Supervegeta! Jūkyū-gō ni Shōki Nashi! Okurete Kita Sūpā Bejīta (19号に勝機なし! 遅れてきた超ベジータ)                             | 13 de juny de 2010     | 12 de desembre de 2011     | 49.000 espectadors / 1,5%               |
| Just en el moment que sembla que en Son Goku ja no té res a fer contra el temible A19, apareix en escena en Vegeta d'una manera explosiva, amb una demostració dels seus flamants poders de superguerrer i amb la intenció de reduir l'androide a ferralla. Mentrestant, el doctor Guero fuig i es refugia als turons per amagar-se dels seus perseguidors.                                                          | |                        |                            |                                         |
| 62 | L'atac del Cor Petit! L'androide 20 i el futur capgirat! Pikkoro Kyōshū! Kieta Nijū-ō to Nejireru Mirai (ピッコロ強襲! 消えた20号とねじれる未来)                                 | 20 de juny de 2010     | 13 de desembre de 2011     | 58.000 espectadors / 1,7%               |
| Amb en Son Goku fora del combat, en Cor Petit i companyia busquen el doctor Guero, que l'única possibilitat que té de vèncer és xuclant energia d'algun guerrer. Quan la batalla està a punt d'acabar, apareix en Trunks i diu que aquests androides no són els del seu temps. I això vol dir que aviat arribaran els androides 17 i 18 per venjar el doctor Guero!                                                  | |                        |                            |                                         |
| 63 | A la caça del doctor Gero! La descoberta del laboratori amagat! Tsuigeki! Dokutā Gero... Nazo no Kenkyūjo o Sagase! (追撃! ドクター・ゲロ... 謎の研究所を探せ！)                 | 27 de juny de 2010     | 14 de desembre de 2011     | 85.000 espectadors / 2,6%               |
| Amb la fugida del doctor Guero la tensió entre en Vegeta i en Trunks cada cop és més gran. En Vegeta està decidit a enfrontar-se als androides i en Trunks el segueix per impedir-ho. Ara, però, l'objectiu principal és localitzar el laboratori secret del doctor Guero. En Son Goku, mentrestant, continua intentant curar la seva malaltia amb els medicaments que li va donar en Trunks.                        | |                        |                            |                                         |
| 64 | El número 17 i el número 18! Els androides es desperten! Jūnana Gō to Jūhachi Gō, Soshite...! Mezameru Jinzōningen-tachi (17号と18号、そして...! 目覚める人造人間たち)           | 11 de juliol de 2010   | 15 de desembre de 2011     | 87.000 espectadors / 3,0%               |
| Quan els nostres herois arriben al laboratori secret del doctor Guero es troben que els temibles androides 17 i 18, els que representa que es carreguen el futur, ja han estat activats. Davant de la sorpresa de tothom, el primer que fan és matar el doctor Guero i activar un tercer androide, el número 16, i dirigir-se cap a casa d'en Son Goku per eliminar-lo.                                              | |                        |                            |                                         |
| 65 | Una cara dolça i superpoders? L'androide 18 contra el Vegeta! Kawaī Kao de Chō Pawā!? Jūhachi Gō tai Bejīta (かわいい顔で超パワー!? 18号VSべジータ)                              | 18 de juliol de 2010   | 16 de desembre de 2011     | 61.000 espectadors / 2,2%               |
| En Vegeta està decidit a enfrontar-se als androides tant sí com no, i comença un combat terrible contra l'A18, que de seguida demostra que té una força que sobrepassa qualsevol previsió imaginable. Després d'apallissar gairebé fins a la mort en Vegeta, en Ten Shin Han, en Trunks i en Cor Petit, els androides continuen amb la violència a gran escala per atraure en Son Goku, el seu únic objectiu.        | |                        |                            |                                         |
| 66 | Arriba l'hora de la reunificació! La ferma resolució d'en Cor Petit! Hitotsu ni Modoru Toki ga Kita... Pikkoro Saikyō he no Ketsui! (1つに戻る時がきた... ピッコロ最強への決意!) | 1 d'agost de 2010      | 19 de desembre de 2011     | 67.000 espectadors / 2,1%               |
| Després de la derrota clara davant dels androides, que han deixat clar que són molt pitjor de com els havia descrit en Trunks, en Cor Petit decideix tornar-se a unir amb el Totpoderós per aconseguir prou poder per guanyar els nous enemics. Ara falta que el Totpoderós hi doni el vistiplau. Mentrestant, els androides cada cop són més a prop d'en Son Goku.                                                  | |                        |                            |                                         |

### Saga d'en Cèl·lula
| # | Títol en català | Data d'estrena al Japó | Data d'estrena a Catalunya | Audiència Canal 3XL (espectadors/share) |
| --- | --- | ---------------------- | -------------------------- | --------------------------------------- |
| 67 | Una altra màquina del temps? La Bulma revela el misteri! Mō Hitotsu no Taimu Mashin!? Buruma ga Shiraseta Misuterī (もう1つのタイムマシン!? ブルマが知らせたミステリー)                 | 8 d'agost de 2010      | 20 de desembre de 2011     | 94.000 espectadors / 3,1%               |
| En Trunks explica que si tornés al passat amb la màquina del temps i destruís els androides podria salvar el món del futur, però en el món actual, on els androides ja han començat a actuar, no canviaria res de res. Més tard, després de descobrir que hi ha una altra criatura del futur a la Terra, el Totpoderós podria decidir unir-se finalment a en Cor Petit.                             | |                        |                            |                                         |
| 68 | El monstre es posa en acció... El cop del supernamekià! Soshite Kaibutsu ga Ugokidasu... Shutsugeki! Sūpā Namekku-seijin da! (そして怪物が動き出す... 出撃! 超ナメック星人だ!)          | 15 d'agost de 2010     | 21 de desembre de 2011     | 74.000 espectadors / 2.4%               |
| Després de descobrir que un monstre misteriós del futur va arribar a la Terra quatre anys abans que en Trunks amb una altra màquina del temps, en Cor Petit per fi s'unirà al Totpoderós per intentar aturar una criatura monstruosa que, de moment, ningú no sap de què és capaç. El supernamekià aviat es trobarà cara a cara amb el temible Cèl·lula.                                            | |                        |                            |                                         |
| 69 | Sóc el teu germà! El monstre amb l'energia del Goku! Ore wa Omae no Kyōdai da! Goku no Ki wo Motsu Monsutā (オレはお前の兄弟だ! 悟空の気を持つモンスター)                               | 22 d'agost de 2010     | 22 de desembre de 2011     | 78.000 espectadors / 2,8%               |
| Per fi en Cor Petit s'enfronta a en Cèl·lula, una criatura esgarrifosa que ha absorbit l'energia de tots els habitants de la ciutat de Gingertown amb l'objectiu d'aconseguir la seva forma perfecta. En Cor Petit, ni que s'hagi convertit en supernamekià, poca cosa podrà fer davant d'un monstre misteriós que fins i tot domina el kamehame-ha.                                                | |                        |                            |                                         |
| 70 | L'escapada amb l'enlluernament de la mossegada del Sol! A la caça de l'androide Cèl·lula! Uzumaku Senryaku, Taiyōken! Jinzōningen Seru o Oe (渦巻く策略、太陽拳! 人造人間セルを追え)    | 29 d'agost de 2010     | 23 de desembre de 2011     | 76.000 espectadors / 3%                 |
| En Cor Petit per fi aconsegueix enganyar l'androide perquè confessi qui és, però amb un atac enlluernador, en Cèl·lula pot escapar-se. Ara els nostres herois han de decidir si van directament a acabar amb els androides 16, 17 i 18, o si intenten eliminar en Cèl·lula abans que absorbeixi l'energia d'una altra ciutat, o fins i tot dels androides, i aconsegueixi la seva forma perfecta.   | |                        |                            |                                         |
| 71 | Mateu l'escàpol del Cèl·lula! En Son Goku torna a l'acció! Shinshutsu-Kibotsu no Seru o Ute! Tsui-ni Fukkatsu, Son Gokū! (神出鬼没のセルを討て! ついに復活、孫悟空!)                    | 5 de setembre de 2010  | 26 de desembre de 2011     | 81.000 espectadors / 3%                 |
| Mentre en Cor Petit i en Ten Shin Han busquen en Cèl·lula, que vol absorbir l'energia de l'A17 i l'A18, en Trunks i en Krilin es dirigeixen cap al laboratori del doctor Guero per destruir-lo. En Vegeta creu que per derrotar en Cèl·lula s'ha de convertir en molt més que un superguerrer de l'espai. Finalment, en Son Goku es desperta i es prepara per entrar en acció.                      | |                        |                            |                                         |
| 72 | La superació dels límits de superguerrer de l'espai! La sala de l'esperit del temps! Sūpā Saiyajin o Koero! Iza, Seishin to Toki no Heya e (超サイヤ人を超えろ! いざ、精神と時の部屋へ) | 12 de setembre de 2010 | 27 de desembre de 2011     | 87.000 espectadors / 3%                 |
| Conscient que caldrà convertir-se en molt més que un superguerrer de l'espai, en Son Goku, totalment curat, s'emporta en Son Gohan, en Vegeta i en Trunks a la sala de l'esperit del temps, un lloc on un dia d'entrenament equival al d'un any sencer. Mentrestant, els androides 16, 17 i 18 arriben a l'illa del Follet Tortuga. En Cor Petit, per guanyar temps, s'enfronta a l'A17.            | |                        |                            |                                         |
| 73 | Aquest és el poder d'un supernamekià! L'A17 contra en Cor Petit! Kore ga Sūpā Namekku-seijin no Chikara! Jūnana Gō Tai Pikkoro (これは、超ナメック星人の力! 17号対ピッコロ!)            | 19 de setembre de 2010 | 28 de desembre de 2011     | 85.000 espectadors / 3,1%               |
| La intensitat del combat entre en Cor Petit i l'A17 fa que en Cèl·lula els localitzi i es dirigeixi cap al camp de batalla per absorbir l'energia dels androides i, així, poder aconseguir la seva forma perfecta. Mentrestant, a l'illa del Follet Tortuga, en Krilin rep una trucada de la Bulma informant-lo que ha creat un comandament que els permetrà aturar els androides.                  | |                        |                            |                                         |
| 74 | Fuig, A17! La lluita a tot o res d'en Cor Petit! Nigero Jūnana Gō! Pikkoro, Kenmei no Kōsen (逃げろ17号! ピッコロ、懸命の抗戦)                                                          | 26 de setembre de 2010 | 29 de desembre de 2011     | 72.000 espectadors / 2,5%               |
| En Cèl·lula finalment localitza els androides i en Cor Petit mira d'aturar-lo, però en surt molt mal parat. Mentrestant, en Krilin, que sap que no pot perdre ni un moment, se'n va a buscar la Bulma perquè li doni el comandament de desconnexió dels androides. En Son Goku i en Son Gohan, per la seva banda, esperen que en Vegeta surti de la sala de l'esperit del temps.                    | |                        |                            |                                         |
| 75 | La força desconeguda! L'A16 trenca el seu silenci! Jitsu-ryoku Mi-chisū! Kamoku na Senshi Jūroku Gō, Ugoku (実力未知数! 寡黙な戦士16号、動く)                                           | 3 d'octubre de 2010    | 30 de desembre de 2011     | 60.000 espectadors / 2,2%               |
| Amb en Cor Petit fora de combat, en Cèl·lula ataca l'A17 i, tot i l'intent d'aturar-lo per part de l'A16, l'acaba absorbint. Ara que la seva energia s'ha disparat de manera espectacular, el seu objectiu per aconseguir la forma perfecta és absorbir l'A18. En Ten Shin Han, aleshores, decideix sacrificar-se per donar temps de fugir als altres androides.                                    | |                        |                            |                                         |
| 76 | L'atac desesperat del Ten Shin Han! Salva els teus amics, Son Goku! Tenshinhan, Kesshi no Shin Kikōhō! Senyū o Sukue, Son Gokū (天津飯、決死の新気功砲! 戦友を救え、孫悟空)             | 10 d'octubre de 2010   | 2 de gener de 2012         | 65.000 espectadors / 2%                 |
| En Ten Shin Han fa servir tota la seva força perquè l'A18 i l'A16 es puguin amagar, però acaba caient davant d'en Cèl·lula, que si no localitza aviat l'A18 començarà a arrasar totes les illes una per una. La Bulma per fi dona el comandament per aturar els androides a en Krilin i veu com en Trunks i en Vegeta surten de la sala de l'esperit del temps.                                     | |                        |                            |                                         |
| 77 | Més que un superguerrer de l'espai! El Vegeta s'enfronta al Cèl·lula! Sūpā Saiyajin o Koeta! Futeki na Bejīta, Seru o Utsu (超サイヤ人を超えた! 不敵なべジータ、セルを討つ)             | 17 d'octubre de 2010   | 3 de gener de 2012         | 63.000 espectadors / 2,1%               |
| Quan en Cèl·lula està a punt de localitzar l'A16 i l'A18, apareix en Vegeta i demostra que l'entrenament a la sala de l'esperit del temps l'ha convertit en un ésser encara més poderós que un superguerrer de l'espai. S'ha convertit en el Supervegeta! Mentrestant, en Son Goku i en Son Gohan entren junts a la sala de l'esperit del temps per començar el seu entrenament.                    | |                        |                            |                                         |
| 78 | En Cèl·lula a un pas de la mort! Krilín, destrueix l'A18! Seru Dotō no Kuyashigari! Kuririn, Jūhachi Gō o Hakai se yo (セル怒涛の悔しがり! クリリン、１８号を破壊せよ)                  | 24 d'octubre de 2010   | 4 de gener de 2012         | 90.000 espectadors / 2,8%               |
| En Vegeta continua dominat en Cèl·lula i cada cop està més decebut perquè el seu rival és terriblement fluix. En Krilin, que per fi ha localitzat l'A18 i és conscient que si en Cèl·lula l'absorbeix aconseguirà la seva forma perfecta i tothom morirà, es debat entre destruir l'androide o perdonar-li la vida, una decisió crucial pel futur dels nostres herois.                              | |                        |                            |                                         |
| 79 | La situació empitjora! En Cèl·lula ataca l'A18! Soshite Sai'aku no Jitai he... Seru, Jūhachi Gō ni Osoikakaru! (そして最悪の事態へ... セル、１８号に襲いかかる!)                        | 31 d'octubre de 2010   | 5 de gener de 2012         | 96.000 espectadors / 3,5%               |
| En Cèl·lula convenç en Vegeta que el deixi agafar la seva forma perfecta per poder ser un rival més competent. En Krilin decideix no fer servir el comandament de desconnexió de la Bulma i li perdona la vida a l'A18. En Trunks intenta impedir que en Cèl·lula localitzi l'A18, però en Vegeta l'atura i sembla que finalment en Cèl·lula acabarà absorbint l'androide.                          | |                        |                            |                                         |
| 80 | Es gira la truita! La forma perfecta del Cèl·lula entra en acció! Keisei Gyakuten! Kanzentai Seru, Tsui ni Shidō (形勢逆転! 完全体セル、ついに始動)                                     | 7 de novembre de 2010  | 6 de gener de 2012         | 74.000 espectadors / 2,8%               |
| Mentre en Son Goku i en Son Gohan es continuen entrenant a la sala de l'esperit del temps, en Cèl·lula, després d'absorbir l'A18 i aconseguir la seva forma perfecta, fa una demostració del seu poder i de seguida queda clar que ara és en Vegeta el que no té res a fer davant de la força descomunal del seu rival.                                                                             | |                        |                            |                                         |
| 81 | L'últim intent del Vegeta! El Cèl·lula es fa invencible! Bejīta Zenryoku no Ichigeki! Shikashi Takamaru Seru no Kyōfu (ベジータ全力の一撃! しかし高まるセルの恐怖)                      | 14 de novembre de 2010 | 9 de gener de 2012         | 83.000 espectadors / 2,6%               |
| L'atac desesperat d'en Vegeta per aturar en Cèl·lula deixa el príncep dels guerrers de l'espai fora de combat i a un pas de la mort. En Trunks és conscient que si vol salvar el seu pare ha arribat l'hora de treure el seu nivell superior a la llum. Mentrestant, en Son Goku i en Son Gohan es continuen entrenant a la sala de l'esperit del temps.                                            | |                        |                            |                                         |
| 82 | El superguerrer de l'espai més fort! En Trunks treu tota la seva força! Chō Pawā Kakusei! Chichi o Koeta Torankusu (超パワー覚醒! 父を超えたトランクス)                                 | 21 de novembre de 2010 | 10 de gener de 2012        | 91.000 espectadors / 2,9%               |
| Tot i la potència dels atacs d'en Trunks, és evident que en Cèl·lula és molt superior a tots els seus rivals. També queda clar que l'objectiu d'en Cèl·lula és divertir-se, per això, després d'acabar amb en Trunks, decideix segrestar les emissions de televisió per anunciar que té intenció de fer una competició a l'estil del Gran Torneig de les Arts Marcials.                             | |                        |                            |                                         |
| 83 | En Cèl·lula segresta les emissions de televisió i anuncia el joc d'en Cèl·lula! Terebi ga Nottorareta! Seru Gēmu Kaiken Namahō (テレビが乗っ取られた! セルゲーム会見生放)               | 28 de novembre de 2010 | 11 de gener de 2012        | 47.000 espectadors / 1,5%               |
| En Krilin, en Trunks i en Vegeta localitzen l'A16 i el porten a la Corporació Càpsula per reparar-lo amb la intenció que els ajudi a derrotar en Cèl·lula. Davant d'una població mundial horroritzada, en Cèl·lula anuncia el seu torneig d'arts marcials i assegura que si guanya tots els participants, matarà totes les persones del món.                                                        | |                        |                            |                                         |
| 84 | S'ha acabat l'entrenament! En Goku entra en el torneig! Shūgyou Kanryō! Gokū, Datō Seru ni Yoyō Ari?! (修行完了! 悟空、打倒セルに余裕あり!?)                                            | 5 de desembre de 2010  | 12 de gener de 2012        | 71.000 espectadors / 2,1%               |
| En Son Goku, que ha acabat l'entrenament a la sala de l'esperit del temps, decideix anar a veure en Cèl·lula per confirmar-li que s'inscriurà al seu torneig, però amb la condició que fins que no comenci, no pot matar ningú més. En Karin, de totes maneres, ha fet saber a en Son Goku que en Cèl·lula continua sent superior a ell i que no té cap possibilitat de guanyar-lo.                 | |                        |                            |                                         |
| 85 | Es trenca la treva! Les forces de defensa ataquen el Cèl·lula! Yaburareta Kyūsoku! Bōeigun, Seru ni Sōkōgeki (破られた休息! 防衛軍、セルに総攻撃)                                       | 12 de desembre de 2010 | 13 de gener de 2012        | 90.000 espectadors / 3,1%               |
| Quan falta un dia menys perquè comenci el terrorífic Joc d'en Cèl·lula, en Vegeta i en Cor Petit decideixen entrar a la sala de l'esperit de temps. Les forces de defensa, amb armament militar, trenquen la treva per intentar eliminar en Cèl·lula, que es mostra molt superior. En Son Goku, contra tot pronòstic, està tranquil i convençut que guanyaran.                                      | |                        |                            |                                         |
| 86 | Un nou totpoderós! El retorn de les boles de drac! Atarashī Kamisama! Doragon Bōru Tsui ni Fukkatsu (新しい神様! ドラゴンボール遂に復活)                                                | 19 de desembre de 2010 | 16 de gener de 2012        | 83.000 espectadors / 2,5%               |
| En Son Goku decideix buscar el nou planeta dels namekians per trobar un nou namekià que faci de Totpoderós i pugui crear unes boles de drac noves per ressuscitar tota la gent que ha matat en Cèl·lula. El Venerable Ancià decideix que l'escollit serà en Dende. El Joc d'en Cèl·lula, que determinarà el destí de la Terra, és a punt de començar.                                               | |                        |                            |                                         |
| 87 | El senyor Satan puja al ring! Comença el joc d'en Cèl·lula! Satan Gundan Ōabare! Seru Gēmu no Makuaki (サタン軍団大暴れ! セルゲームの幕開)                                              | 26 de desembre de 2010 | 17 de gener de 2012        | 87.000 espectadors / 2,7%               |
| El primer rival d'en Cèl·lula en aquest torneig que ha de determinar el destí de la Terra serà, ni més ni menys, que el Senyor Satan, l'actual campió del món d'esports de combat. Tothom té les esperances posades en l'home més fort del món, però aviat quedarà clar que en Cèl·lula està a un altre nivell. El pròxim rival serà en Son Goku. Comença l'enfrontament definitiu!                 | |                        |                            |                                         |
| 88 | L'enfrontament! El Cel·lula contra en Goku! Kessen! Seru Tai Son Gokū (決戦! セル対孫悟空)                                                                                              | 9 de gener de 2011     | 18 de gener de 2012        | 72.000 espectadors / 2,4%               |
| Després de la victòria fàcil davant del Senyor Satan, en Cèl·lula i en Son Goku per fi es troben cara a cara en un combat que decidirà el futur de la Terra. D'entrada, la tècnica i la força dels dos adversaris xoquen d'igual a igual. Ara mateix la incògnita és saber si en Son Goku serà capaç de trobar alguna oportunitat per aconseguir la victòria sobre el poderós Cèl·lula.             | |                        |                            |                                         |
| 89 | La batalla al màxim nivell! En Son Goku ho dona tot! Saikō Reberu no Tatakai! Seru o Taose, Son Gokū (最高レベルの戦い! セルを倒せ、孫悟空)                                             | 16 de gener de 2011    | 18 de gener de 2012        | 90.000 espectadors / 2,8%               |
| La intensitat de la batalla mortal entre en Son Goku i en Cèl·lula puja al màxim nivell, fins al punt que en Cèl·lula anuncia que a partir d'ara el ring serà tota la Terra i que el combat només s'acabarà per rendició o per mort d'un dels dos contrincants. En aquest moment, en Son Goku decideix llançar un kamehame amb totes les seves forces.                                              | |                        |                            |                                         |
| 90 | S'acaba el primer assalt! El moment de la decisió d'en Son Goku! Shitō ni Ketchaku! Gokū Ketsudan no Toki (死闘に決着! 悟空決断の時)                                                    | 23 de gener de 2011    | 20 de gener de 2012        | 74.000 espectadors / 2,5%               |
| Després de rendir-se, en Son Goku, convençut que el seu fill té una mena de força que ningú no es pot ni imaginar, decideix que en Son Gohan sigui el seu substitut per enfrontar-se al terrorífic Cèl·lula. Només començar el combat, tothom creu que el que ha fet en Son Goku és una temeritat imperdonable, però aviat en Son Gohan alliberarà el seu poder amagat.                             | |                        |                            |                                         |
| 91 | Enfada't, Son Gohan! Allibera el teu poder amagat! Ikare Gohan! Nemureru Chikara o Hodoki (怒れ悟飯! 眠れる力を解き)                                                                    | 30 de gener de 2011    | 23 de gener de 2012        | 94.000 espectadors / 2,8%               |
| En Son Gohan intenta convèncer en Cèl·lula que aturin el combat, perquè quan s'enfada comença a lluitar com un boig amb una força desconeguda i no vol fer mal a ningú. Això fa que en Cèl·lula encara tingui més ganes de lluitar-hi i el comença a apallissar, fins que apareix l'A16 dient que porta un dispositiu per autodestruir-se amb en Cèl·lula.                                          | |                        |                            |                                         |
| 92 | Llàgrimes per a un androide! La ràbia interior d'en Son Gohan esclata! Sora ni Kieta Namida! Gohan, Ikari no Chō Kakusei (空に消えた涙! 悟飯、怒りの超覚醒)                             | 6 de febrer de 2011    | 24 de gener de 2012        | 94.000 espectadors / 2,9%               |
| El pla de l'A16 d'autodestruir-se amb en Cèl·lula se'n va en orris perquè el doctor Briefs li havia tret la bomba que duia a dins. En Cèl·lula, després de derrotar amb facilitat l'A16, crea tot de Cel·luletes perquè comencin a estomacar tothom amb la intenció de fer enfadar en Son Gohan. Finalment, després d'una conversa amb el cap de l'A16, el fill d'en Goku acaba esclatant de ràbia. | |                        |                            |                                         |
| 93 | Allibera el guerrer que portes dins! En Son Gohan passa a l'ofensiva! Mayoi-naki Tōshi! Gohan, Seru Junia Funsai (迷いなき闘志! 悟飯、セルジュニア粉砕)                                 | 13 de febrer de 2011   | 25 de gener de 2012        | 91.000 espectadors / 3%                 |
| Les provocacions d'en Cèl·lula han fet que en Son Gohan alliberi el guerrer que porta dins i passi a l'acció. Després de carregar-se tots els Cel·luletes, de reanimar tots els seus companys amb mongetes màgiques i de portar tots els espectadors a un lloc segur, en Son Gohan s'embranca a un combat a vida o mort contra el temible Cèl·lula.                                                 | |                        |                            |                                         |
| 94 | La fi de la perfecció! La ràbia més enllà del superguerrer de l'espai! Kanzentai Hōkai! Sakuritsu, Ikari no Chō Tekken (完全体崩壊! 炸裂、怒りの超鉄拳)                                 | 20 de febrer de 2011   | 26 de gener de 2012        | 124.000 espectadors / 3,9%              |
| Tothom es queda bocabadat davant de la potència que demostra en Son Gohan, que acaba donant un cop de puny a la panxa d'en Cèl·lula amb tota la seva ràbia, provocant que regurgiti l'A18 i perdi la seva forma perfecta. En Cèl·lula no sortirà victoriós del combat, però ara amenaça de fer-se explotar i emportar-se tot el planeta amb ell.                                                    | |                        |                            |                                         |
| 95 | El sacrifici d'un heroi! L'última oportunitat per salvar el món! Bai-Bai Min'na! Kore ga Chikyū o Sukū Yui'itsu no Michi (バイバイみんな! これが地球を救う唯一の道)                     | 6 de març de 2011      | 27 de gener de 2012        | 91.000 espectadors / 3,1%               |
| Quan falten pocs segons perquè en Cèl·lula exploti i destrueixi tot el planeta, en Son Goku s'acomiada de tothom i se l'emporta al món del déu Kaito. Al cap d'uns instants, l'energia d'en Son Goku desapareix. En Cèl·lula, en canvi, encara no ha dit l'última paraula i torna a aparèixer a la Terra per acabar amb tot el que es trobi al davant.                                              | |                        |                            |                                         |
| 96 | Ajunteu les vostres forces! El kamehame final! Chikara Awasero! Saikyō Saigo no Kamehameha (力合わせろ! 最強最後のかめはめ波)                                                           | 20 de març de 2011     | 30 de gener de 2012        | 140.000 espectadors / 4,2%              |
| Després del sacrifici d'en Son Goku per protegir el seu fill i el món sencer, en Cèl·lula torna a la Terra amb una quantitat devastadora d'energia, assegurant que es carregarà tot el planeta. Quan tothom està convençut que no hi ha res a fer, en Son Goku, des de l'altre món, anima el seu fill a creure en la seva força i a provar un kamehame definitiu.                                   | |                        |                            |                                         |
| 97 | La victòria agredolça! Fins que ens tornem a trobar! Egao no Wakare! Atarashī Hibi e... (笑顔の別れ! 新しい日々へ...)                                                                   | 27 de març de 2011     | 31 de gener de 2012        | 96.000 espectadors / 2,9%               |
| La victòria d'en Son Gohan ha tornat la pau al món i totes les víctimes d'en Cèl·lula han pogut recuperar la vida, menys en Son Goku, que decideix anar a conèixer els grans mestres de l'altre món. Ara, amb l'esperit d'en Son Goku dins del cor, en Son Gohan, recuperat al Palau de Déu gràcies a en Dende, es disposa a començar una nova vida.                                                | |                        |                            |                                         |
| 98 | Pau per al futur! L'esperit del Son Goku és etern! Mirai ni Heiwa o! Gokū no Tamashii yo Eien ni (未来に平和を! 悟空の魂よ永遠に)                                                       | 2 d'agost de 2011      | 1 de febrer de 2012        | 72.000 espectadors / 2,2%               |
| Ha passat un mes des del Joc d'en Cèl·lula i a la Terra, afortunadament, hi torna a haver pau una altra vegada. En Trunks se'n torna al futur per destruir les versions malèfiques de l'A17 i l'A18 i impedir que en Cèl·lula s'apoderi de la màquina del temps. En Son Goku i el déu Kaito se'n van buscar els grans mestres de l'altre món, i el viatge acaba aquí...                             | |                        |                            |                                         |

### Saga del Monstre Bu
A partir d'aquesta Saga es creen dues versions de Bola de Drac Z Kai, la internacional i la japonesa. La versió internacional té diferents cançons i vuit episodis afegits (set durant la saga d'en Majin Bu i un durant la saga d'en Majin Bu original).
| # (Int.) | # (Japó) | Títol en català | Data d'estrena al Japó | Data d'estrena a Catalunya |
| --- | -------- | --- | ---------------------- | -------------------------- |
| 99 | 99       | Set anys després! En Son Gohan, alumne d'institut Are kara Shichi-nen! Kyō kara Gohan wa Kōkōsei (あれから7年！ 今日から悟飯は高校生)                                                              | 6 d'abril de 2014      | 11 de gener de 2016        |
| En Son Gohan té ara setze anys i avui és el seu primer dia de classe a l'institut. Intenta no cridar l'atenció, però les seves excel·lents notes a les proves d'accés, els salts i la capacitat de resistència al dolor que mostra en un partit de beisbol, i el fet d'assemblar-se a un jove ros que últimament enxampa delinqüents per la ciutat, no l'ajuden a passar desapercebut. La Videl, companya de classe i filla del senyor Satan, sospita del nou alumne. |          | |                        |                            |
| 100 | 100      | Ha nascut un nou heroi! El Gran Saiyaman! Barechatta! Nyū hīrō wa Son Gohan (バレちゃった！新（ニュー）ヒーローは孫悟飯)                                                                           | 13 d'abril de 2014     | 12 de gener de 2016        |
| En Son Gohan demana a la Bulma que li faci una disfressa per continuar lluitant contra la delinqüència a la ciutat sense que el reconeguin. Amb el seu nou vestit de superheroi, en Son Gohan adopta la personalitat del Gran Saiyaman (Gran Guerrer de l'espai al doblatge anterior), defensor de la justícia. En Saiyaman s'estrena ajudant la Videl a enxampar una colla de brètols que han segrestat un autocar. |          | |                        |                            |
| 101 | -        | La Videl té dificultats? En Son Gohan al rescat! | -                      | 13 de gener de 2016        |
| Intentant mantenir l'equilibri entre la seva vida quotidiana i les seves aparicions com a Gran Guerrer de l'espai, en Son Gohan fa servir la seva disfressa per anar volant a tota velocitat a l'institut. La Videl, entestada a desemmascarar el nou heroi de Satan City, el veu i el persegueix, però no aconsegueix convèncer-lo perquè mostri la seva autèntica identitat. Després, quan la Videl s'enfronta a un grup de mafiosos que han segrestat l'alcalde, apareix en Son Gohan amb la seva disfressa cursi. |          | |                        |                            |
| 102 | -        | Han segrestat un monstre! N'és en Gran Saiyaman el culpable? | -                      | 14 de gener de 2016        |
| En Son Gohan, amb la seva disfressa de superheroi, salva el Xobi, amb qui havia jugat de petit, de les urpes d'un avariciós director de circ i sense adonar-se'n revela la seva autèntica identitat a la Videl. Per aconseguir el seu silenci, en Son Gohan haurà de participar en el pròxim Campionat Mundial d'Arts Marcials, on els dos podran competir pel títol. Mentre en Son Gohan i la Bulma preparen una disfressa millor, en Vegeta s'assabenta de les seves intencions i afirma que també participarà en el campionat. Llavors, del més enllà, en Son Goku anuncia que també prendrà part en la competició. |          | |                        |                            |
| 103 | -        | El campionat mundial d'arts marcials! En Son Goten mostra la seva força | -                      | 15 de gener de 2016        |
| En Son Gohan avisa a tothom que hi haurà un Campionat Mundial d'Arts Marcials i que en Son Goku tornarà del Més Enllà per participar-hi. En Krilín, la A-18 i en Cor Petit decideixen presentar-s'hi també. En Son Gohan se salta classes per entrenar-se amb en Son Goten, que li fa d'espàrring. Durant la seva preparació, en Son Gohan descobreix que en Son Goten ja sap convertir-se en Gran Guerrer de l'espai, però encara no ha après a volar. Mentrestant, la Videl arriba a casa d'en Son Gohan per rebre la seva primera lliçó de vol i té la primera baralla amb la Xixi. |          | |                        |                            |
| 104 | 101      | En Son Gohan professor. La Videl apren a volar Gohan ga sensei! Bīderu no bukū-jutsu nyūmon (悟飯が先生！ビーデルの舞空術入門)                                                                     | 20 d'abril de 2014     | 18 de gener de 2016        |
| En Son Gohan ensenya en Son Goten i la Videl a volar. En Son Goku continua la seva preparació al Més Enllà, mentre en Cor Petit i en Vegeta s'entrenen per enfrontar-se a ell al pròxim Campionat Mundial d'Arts Marcials. En Vegeta descobreix amb sorpresa que el petits Trunks i Son Goten ja tenen la capacitat de convertir-se en superguerrers de l'espai. |          | |                        |                            |
| 105 | 102      | L'equip drac al complet! Ha tornat en Son Goku! Doragon Chīmu zen'in shūgō! Kaettekita Son Gokū!! (ドラゴンチーム全員集合！帰ってきた孫悟空！！)                                                   | 27 d'abril de 2014     | 19 de gener de 2016        |
| A en Son Goten se li escapa davant la Videl que en Son Goku vindrà per participar en el Campionat Mundial d'Arts Marcials. Mentrestant, en Son Gohan continua amb les classes de vol i els diferents membres de l'equip es van preparant pel torneig. Quan arriba el gran dia es troben tots a les instal·lacions on es fa la competició, incloent-hi en Son Goku, que per fi coneix el seu fill petit. |          | |                        |                            |
| 106 | -        | Qui serà el millor? Comença la fase preliminar! | -                      | 20 de gener de 2016        |
| Comença el Campionat Mundial d'Arts Marcials! Mentre la multitud gaudeix de la cerimònia d'inauguració, els lluitadors adults intervenen en una fase preliminar per determinar els setze participants que se les veuran al ring. En Son Goku i la resta del seu grup passen a la fase final sense despentinar-se. Mentrestant, comença la primera eliminatòria de la competició júnior. |          | |                        |                            |
| 107 | 103      | Sorpresa a les grades! La superbatalla entre en Son Goten i en Trunks! Minna Bikkuri! Goten to Torankusu no Chō Batoru!! (みんなビックリ！悟天とトランクスの超バトル！！)                          | 4 de maig de 2014      | 21 de gener de 2016        |
| Comencen els combats de la categoria júnior del Campionat Mundial d'Arts Marcials. Mentre en Son Gohan i la Videl fan cua esperant per fer la prova de preselecció dels quinze adults que participaran a la fase final, en Trunks i en Son Goten van passant rondes sense problemes fins que arriben tots dos a la final. |          | |                        |                            |
| 108 | -        | Per fi es decideix el campió júnior. Qui lluitarà contra el senyor Satan? | -                      | 22 de gener de 2016        |
| La batalla entre en Trunks i en Son Goten s'intensifica davant d'un públic bocabadat. Finalment s'imposa en Trunks, que s'haurà d'enfrontar al senyor Satan en un combat d'exhibició abans no comencin les eliminatòries dels adults. Després de veure la final de la categoria júnior, l'actual campió mundial, mort de por, idea un pla per no fer el ridícul. |          | |                        |                            |
| 109 | 104      | Una premonició preocupant. Apareix un guerrer misteriós! Haran no yokan… Nazo no senshi arawaru!! (波乱の予感…謎の戦士現る！！)                                                                    | 11 de maig de 2014     | 25 de gener de 2016        |
| El senyor Satan fa veure que es deixa guanyar per en Trunks al combat d'exhibició. En Son Goku i els altres fan un bon tiberi abans del sorteig dels aparellaments del campionat. En Trunks i en Son Goten ordeixen un pla per lluitar contra els adults. Un desconegut misteriós s'acosta a en Son Goku i li fa saber el seu desig d'enfrontar-se a ell. El sorteig aparella en Son Goku amb en Vegeta. |          | |                        |                            |
| 110 | 105      | Què et passa, Cor Petit? La primera ronda acaba amb sorpresa Dō shita Pikkoro!! Ikkaisen de no igai na ketsumatsu (どうしたピッコロ！！一回戦での意外な結末)                                       | 18 de maig de 2014     | 26 de gener de 2016        |
| Comencen els combats de la competició d'adults. En Krilín fa via a derrotar el seu rival en el primer combat. Però en Cor Petit perd el seu enfrontament davant d'en Shin abans de començar, misteriosament intimidat pel seu contrincant. Quan l'impressionant Spopovitx s'acosta a la pista per enfrontar-se a la Videl, en Shin se'l mira amb desconfiança perquè hi nota alguna cosa estranya. |          | |                        |                            |
| 111 | -        | Qui és exactament l'Spopovitx? La Videl es queda sense forces | 18 de maig de 2014     | 27 de gener de 2016        |
| Comença el tercer combat i la Videl, favorita del públic, ataca l'Spopovitx amb totes les seves forces. El seu rival, però, s'aixeca cada vegada que el tira a terra. En Son Goku i la seva colla observen astorats com aquest lluitador, que anteriorment no hauria donat gens de guerra a la seva oponent, es recupera miraculosament després que la Videl li trenqui el coll, fa gala de les seves aptituds pel vol i llança a la seva contrincant una bola d'energia de baixa intensitat. |          | |                        |                            |
| 112 | 106      | La Videl apallissada. La còlera d'en Son Gohan esclata Bīderu, Boroboro Gohan no Ikari mo Genkai da!! (ビーデル、ボロボロ 悟飯の怒りも限界だ！！)                                                  | 25 de maig de 2014     | 28 de gener de 2016        |
| L'Spopovitx continua apallissant la Videl sense pietat, però ella es nega a abandonar. En Son Gohan, empès per la ràbia, es converteix un moment en superguerrer, però en aquell mateix instant el Iamu ordena a l'Spopovitx que faci fora de la pista la Videl. En Son Goku va a veure en Karín per demanar-li mongetes màgiques. L'Spopovitx i el Iamu tramen alguna cosa que fa pensar que en aquest torneig les apostes són molt més altes del que tothom s'imaginava. |          | |                        |                            |
| 113 | -        | Una terrible conspiració contra en Son Gohan | 25 de maig de 2014     | 29 de gener de 2016        |
| En Son Gohan dona a la Videl una de les mongetes màgiques que en Son Goku ha anat a buscar. A la pista, en Kibito demana a en Son Gohan que es transformi en superguerrer. El Kaioshin de l'Est revela la seva autèntica identitat a la colla d'en Son Goku i els demana que no interfereixin en el que està a punt de passar. En Iamu i l'Spopovitx apareixen a la pista i absorbeixen l'energia a en Son Gohan amb un dispositiu extraterrestre. En Kaioshin de l'Est assegura a tothom que en Son Gohan es recuperarà, surt a perseguir en Iamu i l'Spopovitx i demana als altres que l'acompanyin. |          | |                        |                            |
| 114 | 107      | El secret del Majin Bu. Es prepara un complot Osoroshiki Majin no Himitsu Kuromaku Shutugen!! (恐ろしき魔人の秘密 黒幕出現！！)                                                                    | 1 de juny de 2014      | 1 de febrer de 2016        |
| En Son Goku i els altres acompanyen el Kaioshin de l'Est per perseguir en Iamu i l'Spopovitx. Un cop recuperada la seva energia gràcies a en Kibito, en Son Gohan i la Videl s'afegeixen a la persecució. El Kaioshin de l'Est explica que en Iamu i l'Spopovitx serveixen un mag malvat que es diu Babidí, que vol alliberar el Monstre Bu, un ésser increïblement fort especialitzat a destruir mons. |          | |                        |                            |
| 115 | 108      | La trampa del malvat bruixot Babidí i en Dabra, el rei de l'infern Gokuaku Madōshi Babidi to Ankoku Makai no Ō Dābura no Wana (極悪魔導師バビディと暗黒魔界の王ダーブラの罠)                       | 8 de juny de 2014      | 2 de febrer de 2016        |
| En Son Goku i companyia observen com el Mag Babidí i el seu esbirro en Dabra, el rei dels dimonis, eliminen cruelment en Iamu i l'Spopovitx. Els dos malvats elaboren un pla per atreure'ls a la nau. En Dabra mata en Kibito i converteix en Krilín i en Cor Petit en estàtues de pedra abans d'entrar a la nau. En Son Goku, en Son Gohan i en Vegeta els segueixen, tot i els advertiments del Kaioshin de l'Est. Un cop dins, en Pui Pui, un altre esbirro d'en Babidí, els explica les normes: per arribar on és el mag hauran de superar una sèrie de nivells en què es divideix la nau. |          | |                        |                            |
| 116 | 109      | No subestimeu mai un superguerrer! Demostració de força d'en Vegeta i en Son Goku! Sūpā Saiya-jin o Nameru na! Bejīta to Gokū no Zenkai Pawā! (超サイヤ人をナメるな！ベジータと悟空の全開パワー！) | 15 de juny de 2014     | 3 de febrer de 2016        |
| En Vegeta s'enfronta a en Pui Pui al primer nivell de la nau d'en Babidí. Tot i que el mag intenta donar avantatge al seu esbirro transportant la batalla al planeta natal d'en Pui Pui, en Vegeta el derrota amb facilitat. En Babidí aposta més fort al segon nivell, hi envia en Yakon, un dimoni espacial temible, i transporta la lluita a l'Estrella Fosca, el món de la foscor. Però el monstre no pot amb els poders de superguerrer d'en Son Goku i els herois avancen al tercer nivell. |          | |                        |                            |
| 117 | 110      | Qui serà el gran vencedor? Un combat de tots contra tots Tenka'ichi wa Dare no Te ni!? Batoru Roiyaru Kettei-sen!! (天下一は誰の手に！？バトルロイヤル決定戦！！)                                  | 22 de juny de 2014     | 4 de febrer de 2016        |
| En Babidí està mort de por després de la derrota dels seus dos primers esbirros, però en Dabra li assegura que s'encarregarà personalment d'en Son Goku i companyia i es tanca a la sala de meditació per preparar-se pel combat. Mentrestant, al Campionat Mundial d'Arts Marcials el senyor Satan decideix desqualificar els que se n'han anat. Els cinc contrincants que queden s'enfrontaran en un combat de tots contra tots per decidir el vencedor del torneig. |          | |                        |                            |
| 118 | 111      | Aquesta canalla és increïble! El combat contra l'A-18! Chibikko Osorubeshi!! Dai-kusen no Jūhachigō (チビッコ恐るべし！！大苦戦の18号)                                                             | 29 de juny de 2014     | 5 de febrer de 2016        |
| A la nau d'en Babidí en Son Goku i els altres esperen que el seu adversari, en Dabra, surti d'una vegada de la sala de meditació. Al Campionat Mundial d'Arts Marcials, només queden tres participants: l'A18, el Guerrer Emmascarat i el senyor Satan, que observa bocabadat com els altres s'enfronten. En Son Goten i en Trunks s'acaben convertint en superguerrers. L'A18 s'adona que són ells i aprofita el seu desconcert per trencar-los la disfressa. Quan els descobreixen, els desqualifiquen per lluitar dues persones com un sol participant. El títol es decidirà entre l'A18 i un senyor Satan mort de por. |          | |                        |                            |
| 119 | 112      | Un adversari temible! El rei dels dimonis! Shin'uchi Tōjō! Tachihadakaru Maō!! (真打ち登場！ 立ちはだかる魔王！！)                                                                                 | 6 de juliol de 2014    | 8 de febrer de 2016        |
| En Son Gohan es burla d'en Dabra i insisteix que s'hi vol enfrontar tot sol. Amb la seva màgia, en Babidí transporta la batalla a un planeta rocós. En Son Gohan s'adona de seguida que, tot i convertir-se en superguerrer, el rei del dimonis pot ser un adversari massa fort per ell. Mentrestant, al Campionat Mundial d'Arts Marcials, l'A18 fa una proposta al senyor Satan: es deixarà guanyar el combat que decideix el títol a canvi de vint milions de zenis. |          | |                        |                            |
| 120 | 113      | Un cor impur. Vegeta, el príncep destructor Yomigaeru Jashin Hakai ōji Bejīta! (よみがえる邪心 破壊王子ベジータ！)                                                                                 | 13 de juliol de 2014   | 9 de febrer de 2016        |
| Impacient per enfrontar-se a en Son Goku, en Vegeta esclata d'ira quan veu el fluix paper que en Son Gohan fa davant d'en Dabra. El rei de l'infern s'adona de les diferències que hi ha entre els nostres herois i demana a en Babidí que els torni a transportar a la nau convençut que poden fer servir el temperament d'en Vegeta contra en Son Goku i els altres. I quan la ràbia més encén en Vegeta, el bruixot Babidí s'apodera de la seva ment i el manipula perquè obeeixi les seves ordres. |          | |                        |                            |
| 121 | 114      | Sóc el més fort! El combat entre en Son Goku i en Vegeta Saikyō wa Ore da! Gekitotsu Gokū Tai Bejīta (最強はオレだ！激突 悟空ＶＳベジータ)                                                         | 20 de juliol de 2014   | 10 de febrer de 2016       |
| Al Campionat Mundial de les Arts Marcials en Vegeta ataca la multitud, destrossa l'estadi i mata centenars d'innocents. Quan explica a en Son Goku que la massacre continuarà si no s'avé a lluitar contra ell, en Son Goku hi accedeix, però només si en Babidí els transporta a un lloc on no hi hagi ningú. El Kaioshin de l'Est i en Son Gohan decideixen entrar a la nau i enfrontar-se a en Babidí i en Dabra mentre en Son Goku i en Vegeta lluiten. El bruixot ordena a en Vegeta que els mati, però en Vegeta sorprèn tothom negant-s'hi. L'únic que li interessa és lluitar contra en Son Goku. |          | |                        |                            |
| 122 | 115      | El retorn d'en Majin Bu és imminent. Cal aturar en Babidí! Fukkatsu e no Kauntodaun Babidi no Yabō wo Uchikudake! (復活へのカウントダウン バビディの野望を打ち砕け！)                              | 3 d'agost de 2014      | 11 de febrer de 2016       |
| El Kaioshin de l'Est i en Son Gohan tornen a la nau d'en Babidí per enfrontar-se al bruixot. Mentrestant en Son Goku i en Vegeta continuen el seu combat i cada cop que es donen proporciona energia a en Majin Bu. Abans que el Kaioshin de l'Est i en Son Gohan puguin dur a la pràctica el seu pla per derrotar en Babidí i en Dabra, la bola d'en Majin Bu assoleix el seu nivell màxim d'energia, molt abans del que tothom esperava. |          | |                        |                            |
| 123 | 116      | L'encanteri es trenca? La resistència kamehame-ha d'en Son Gohan Toketa Fūin!? Gohan teikō no Kamehameha (解けた封印！？悟飯抵抗のかめはめ波)                                                      | 10 d'agost de 2014     | 12 de febrer de 2016       |
| En Son Goku i en Vegeta continuen barallant-se i l'energia que generen els seus cops va a parar a la bola on dorm en Majin Bu i accelera l'alliberament del monstre. En Vegeta explica que últimament se sent com domesticat, que enyora els vells temps en què era dolent i que per això s'ha deixat controlar parcialment per en Babidí. El Kaioshin de l'Est demana a en Son Gohan que fugin, però en Son Gohan espera que la bola s'obri i l'ataca amb totes les seves forces. Al principi sembla que a dins la bola no hi hagi res, però llavors en comença a sortir un fum rosa que s'acaba concentrant i formant el temible Majin Bu. |          | |                        |                            |
| 124 | 117      | Una situació desesperada! El terror d'en Majin Bu Zetsubō e Icchokusen!? Majin Bū no Kyōfu (絶望へ一直線！？魔人ブウの恐怖)                                                                        | 17 d'agost de 2014     | 15 de febrer de 2016       |
| En Son Goku i en Vegeta continuen lluitant fins que en Son Goku convenç en Vegeta que s'han d'ocupar d'en Majin Bu. Però en Vegeta l'enganya amb la intenció d'encarregar-se tot sol del monstre. Mentrestant, en Majin Bu elimina en Dabra i no sembla que vulgui fer cas a en Babidí, fins que el bruixot li diu que el pot tornar a empresonar a la bola. Aleshores en Majin Bu decideix obeir-lo i la primera ordre que ha de complir és eliminar en Son Gohan i el Kaioshin de l'Est. |          | |                        |                            |
| 125 | 118      | Converteix-te en galeta! L'estrany poder del voraç Majin Bu Okashi ni nacchae! Harapeko Majin no Bukimi Pawā (お菓子になっちゃえ！腹ペコ魔人の不気味パワー)                                        | 24 d'agost de 2014     | 16 de febrer de 2016       |
| En Son Gohan, malferit, intenta salvar el Kaioshin de l'Est, però en Majin Bu el deixa mig mort. En Dabra torna per intentar matar el monstre i avisa en Babidí que tard o d'hora no el podrà controlar. En Majin Bu converteix el rei dels dimonis en una galeta i se la menja. Apareixen en Son Goten i en Trunks, que troben en Krilín i en Cor Petit convertits en estàtues de pedra. Quan en Dabra mor, els dos guerrers recuperen el seu estat normal. Quan el Majin Bu es prepara per devorar el Kaioshin de l'Est, l'interromp una explosió gegant. |          | |                        |                            |
| 126 | 119      | Jo liquidaré en Majin Bu. El combat a mort d'en Vegeta Majin wa ore ga katatzukeru Bejīta Saigo no Kesshisen! (魔人はオレがかたづける ベジータ最期の決死戦！)                                      | 31 d'agost de 2014     | 17 de febrer de 2016       |
| En Vegeta, després de destruir la nau d'en Babidí, comença a lluitar contra en Majin Bu. En Son Goten, en Trunks, en Krilín i en Cor Petit segueixen el combat de lluny. En Trunks celebra com li van les coses al seu pare i en Cor Petit comenta que en Vegeta ha superat el poder dels superguerrers. En Vegeta assesta un cop aparentment definitiu al Majin Bu i tothom pensa que és mort. Però el monstre es torna a aixecar com si res, concentra tot el seu poder i provoca una explosió gegant. No mor ningú, però en Vegeta s'adona que no pot vèncer el monstre rosa. |          | |                        |                            |
| 127 | 120      | Per tots els qui estimo... La mort de l'orgullós guerrer! Aisubekimono no tameni… Hokori takaki Senshi no Saigo! (愛すべき者のために…誇り高き戦士の最期！)                                         | 7 de setembre de 2014  | 18 de febrer de 2016       |
| En Vegeta i en Majin Bu continuen lluitant, però en Vegeta no aconsegueix fer mal al monstre. Quan en Majin Bu deixa en Vegeta fora de combat, en Trunks i en Son Goten s'hi acosten per intentar ajudar-lo. En Cor Petit s'enfronta a en Babidí i acaba partint el bruixot pel mig. En Vegeta deixa inconscients en Trunks i en Son Goten i ordena a en Cor Petit que se'ls emporti ben lluny, a un lloc segur. En Vegeta se sacrifica per intentar fer miques en Majin Bu. |          | |                        |                            |
| 128 | 121      | Continua el malson. En Majin Bu, el monstre immortal Akumu sairai Fujimi no Kaibutsu Majin Bū! (悪夢再来 不死身の怪物 魔人ブウ！)                                                                  | 14 de setembre de 2014 | 19 de febrer de 2016       |
| En Vegeta és mort i en Majin Bu ha quedat fet miques. En Cor Petit demana a en Krilin que s'encarregui d'en Son Goten i d'en Trunks. Després torna on hi ha hagut l'explosió i veu com en Majin Bu es regenera. En Son Goku recupera el coneixement i, com que no sent l'energia d'en Vegeta i d'en Son Gohan, creu que són morts. En Cor Petit i en Krilin demanen mongetes màgiques a en Yajirobai, però ell els diu que no en té més. El Kaioshin de l'Est, malferit, busca en Son Gohan amb l'esperança de trobar-lo viu. |          | |                        |                            |
| 129 | 122      | Un pla secret per derrotar en Majin Bu. La fusió Bū o taosu Hisaku Sono na wa Fyūjon! (ブウを倒す秘策 その名はフュージョン！)                                                                      | 21 de setembre de 2014 | 22 de febrer de 2016       |
| La Bulma, la Xixi i els altres decideixen buscar l'última bola de drac per fer ressuscitar els espectadors que en Vegeta ha mort. Mentrestant, en Cor Petit i en Krilín arriben al Palau de Déu amb en Son Goten i en Trunks. Després hi apareix en Son Goku, que es lamenta de no poder derrotar en Majin Bu abans de tornar a l'altre món. En Son Goku s'adona que l'única opció que té de vèncer en Majin Bu és fer servir la fusió per unir-se a altres guerrers. Com que en Son Goku ha de tornar a l'altre món, el senyor Popo proposa que ensenyi la tècnica de la fusió a en Trunks i a en Son Goten. En Son Goku i en Cor Petit comprenen que els dos nens són la seva última esperança.                                                 |          | |                        |                            |
| 130 | 123      | Un raig d'esperança. Desperteu-vos, guerrers! Mieta! Kasukana Kibō Me o samase Senshi-tachi!! (見えた！かすかな希望 目を覚ませ戦士達！！)                                                          | 28 de setembre de 2014 | 23 de febrer de 2016       |
| Després de reunir totes les boles de drac, la Bulma invoca el drac Shenron i li demana que ressusciti tots els espectadors que han mort a l'estadi. Però com que en Majin Bu representa una amenaça molt més gran, en Son Goku impedeix que la Bulma demani els altres dos desitjos per poder tornar a invocar el drac d'aquí uns mesos. El desig de la Bulma fa ressuscitar en Kibito, que cura en Kaioshin de l'Est. Junts, troben viu en Son Gohan i el duen al planeta sagrat dels kaioshins. Mentrestant, en Majin Bu continua destrossant la Terra i en Babidí fa un anunci als seus habitants. |          | |                        |                            |
| 131 | 124      | Busqueu-me aquests indesitjables! Comença el pla de venjança d'en Babidí Jamamono o Sagase Babidi no Fukushū Sakusen Kaishi! (邪魔者を捜せ バビディの復讐作戦開始！)                               | 5 d'octubre de 2014    | 24 de febrer de 2016       |
| En Babidí demana als habitants de la Terra que l'ajudin a trobar en Cor Petit, en Trunks i en Son Goten. Si no l'ajuden, farà que en Majin Bu destrueixi tot el planeta. Al Palau de Déu, en Son Goten i en Trunks es desperten i quan el Senyor Popo els troba, el deixen bocabadat amb la seva força. En Son Goku es prepara per ensenyar-los la tècnica de fusió, mentre que al planeta dels kaioshins el Kaioshin de l'Est ensenya a en Son Gohan la llegendària espasa Zeta. |          | |                        |                            |
| 132 | 125      | La prova: El poder de les llegendes Shiren no Toki Densetsu no Chikara o Te ni irero! (試練の時 伝説の力を手に入れろ！)                                                                            | 12 d'octubre de 2014   | 25 de febrer de 2016       |
| En Son Gohan, que és amb el Kaioshin de l'Est i en Kibito al planeta sagrat dels kaioshins, desclava l'espasa Zeta, però li costa molt esgrimir-la. Al Palau de Déu, en Son Goku intenta convèncer en Trunks i en Son Goten que aprenguin la tècnica de fusió. En Babidí es comunica telepàticament amb els habitants de la Terra i els demana que li diguin on són en Trunks, en Son Goten i en Cor Petit si no volen que en Majin Bu continuï destruint el planeta. La mare de l'Idasa i l'Ikose recorda el Trunks del campionat mundial d'arts marcials i diu a en Babidí que en Trunks i la seva família viuen a la capital de l'Oest. En Babidí amenaça de destruir aquesta ciutat si en Trunks, en Son Goten i en Cor Petit no s'entreguen. |          | |                        |                            |
| 133 | 126      | Atureu en Majin Bu. El tercer nivell de força dels superguerrers! Majin Bū o Kuitomero Rimitto! Sūpā Saiya-jin Surī!! (魔人ブウを食い止めろ 限界（リミット）！超サイヤ人3！！)                     | 19 d'octubre de 2014   | 26 de febrer de 2016       |
| En Babidí i en Majin Bu continuen arrasant el planeta. La Bulma té por que si arriben a la capital de l'Oest puguin destruir el laboratori on tenen el radar del drac, que necessiten per reunir les boles de drac. En Son Goten va a buscar el radar mentre en Son Goku, per guanyar temps, distreu en Babidí i en Majin Bu amb una demostració del tercer nivell de força dels superguerrers. Un cop arriba a aquest nivell, es disposa a lluitar contra en Majin Bu. |          | |                        |                            |
| 134 | 127      | Es descobreix la veritat. En Majin Bu es rebel·la! Miehajimeta shinka hangyaku no Bū! (見え始めた真価 反逆のブウ！)                                                                                | 26 d'octubre de 2014   | 29 de febrer de 2016       |
| En Trunks torna a casa per agafar el Radar del Drac, però no el troba. Mentrestant, en Son Goku, lluitant al tercer nivell de força dels superguerrers, continua entretenint en Majin Bu perquè no destrueixi la capital de l'Oest. En Son Goku descobreix que en Majin Bu aprèn les tàctiques dels seus contrincants i les fa servir contra els seus rivals. Finalment en Trunks troba el radar i en Son Goku desapareix i deixa en Babidí i en Majin Bu bocabadats. |          | |                        |                            |
| 135 | 128      | Us sembla ridícul? Aprenent la posició de la fusió! Kakko warui !? Tokkun, fyūjon pōzu! (カッコ悪い！？ 特訓、フュージョンポーズ！)                                                                | 2 de novembre de 2014  | 1 de març de 2016          |
| Ara que no té ningú que el controli, en Majin Bu s'ha tornat encara més violent. Al Palau de Déu, en Son Goku s'adona que per arribar al tercer nivell d'energia dels superguerrers ha gastat tant energia que només li queda mitja hora abans de tornar a l'altre món. En Trunks troba per fi el Radar del Drac. En Son Goku, aprofitant els seus últims minuts a la Terra, ensenya a en Trunks i a en Son Goten els secrets de la fusió. |          | |                        |                            |
| 136 | 129      | Adeu, amics! En Son Goku torna a l'altre món Baibai min'na!! Son Gokū ano yo ni kaeru (バイバイ みんな！！ 孫悟空あの世に帰る)                                                                     | 9 de novembre de 2014  | 2 de març de 2016          |
| Mentre practiquen la fusió, en Trunks i en Son Goten demanen a en Son Goku que es transformi en superguerrer del tercer nivell d'energia. En Son Goku accedeix a la seva petició i gasta el poc temps que li quedava a la Terra. Poc després s'acomiada de tothom i la Baba se l'endú a l'altre món. Mentrestant, en Majin Bu destrueix un poblet i s'hi fa una casa abans de continuar destrossant ciutats. |          | |                        |                            |
| 137 | 130      | T'he trobat, Son Gohan! Entrenament intens al planeta dels kaioshins Mitsuketa, Gohan! Kaiōshin-kai de mōtokkun! (見つけた、悟飯！界王神界で猛特訓！)                                              | 16 de novembre de 2014 | 3 de març de 2016          |
| Al Palau de Déu en Trunks i en Son Goten no sembla que hagin de dominar aviat la tècnica de la fusió. A la Terra en Majin Bu fa una pausa en la seva dèria destructora quan coneix un nen cec que no li té por. En Son Goku troba en Son Gohan al planeta dels kaioshins i tots dos decideixen posar a prova l'espasa Zeta. El Kaioshin de l'Est els dona un cub d'un metall extraordinàriament dur i l'espasa es trenca. De cop i volta apareix un ancià que afirma ser un kaioshin de fa quinze generacions. |          | |                        |                            |
| 138 | 131      | Ha nascut un superguerrer fusionat! En Gotenks! Tanjo! Gattai chō senshi sono na wa, Gotenkusu!! (誕生！合体超戦士その名は、ゴテンクス！！)                                                        | 23 de novembre de 2014 | 4 de març de 2016          |
| L'Antic Kaoshin explica a en Son Goku, en Son Gohan, en Kaioshin de l'Est i en Kibito que té l'habilitat d'explotar al màxim els poders de qualsevol guerrer. Accedeix a fer la cerimònia per transferir a en Son Gohan la força necessària per derrotar en Majin Bu. Mentrestant en Son Goten i en Trunks estan per fi llestos per intentar fusionar-se. Després d'un parell d'intents fallits, aconsegueixen sortir-se'n i, encara que en Cor Petit demana al guerrer fusionat que esperi a repetir la fusió després de transformar-se en superguerrers, el Gotenks surt a buscar en Majin Bu. |          | |                        |                            |
| 139 | 132      | Qui derrotarà en Majin Bu? L'home més fort del món entra en acció Majin o Taosu no wa Dareda? Saikyō no Otoko Shido!! (魔人を倒すのは誰だ？最強の男始動！！)                                       | 30 de novembre de 2014 | 7 de març de 2016          |
| En Majin Bu continua la seva espiral de violència. El Gotenks l'interromp per enfrontar-s'hi, però el monstre el derrota i el guerrer fusionat se'n torna a casa. L'Antic Kaioshin continua la cerimònia per convertir en Son Gohan en el guerrer més poderós de l'univers. El Senyor Satan surt del seu refugi i assegura que salvarà la Terra. Es presenta a casa en Majin Bu i fa servir un parell d'armes secretes per liquidar-lo... sense èxit. En Majin Bu creu que el Senyor Satan és molt graciós i decideix fer-lo el seu criat. |          | |                        |                            |
| 140 | 133      | La cerimònia continua! Arriba en Súper Gotenks! Pawā Appu wa Tsuzuku!? Kansei! Sūpā Gotenkusu! (パワーアップは続く！？完成！超ゴテンクス！)                                                        | 7 de desembre de 2014  | 8 de març de 2016          |
| L'Antic Kaioshin acaba per fi la seva cerimònia, però explica a en Son Gohan que necessita vint hores més per poder explotar els seus poders fins a límits insospitats. Al Palau de Déu en Son Goten i en Trunks es fusionen després de transformar-se en superguerrers i surten a buscar en Majin Bu, però no tenen temps d'enfrontar-se al monstre perquè els passa la mitja hora que dura la fusió. Mentrestant el senyor Satan continua servint en Majin Bu que, després de fer-se amic d'un gosset ferit, pren la sorprenent decisió de no matar més. |          | |                        |                            |

### Saga del Monstre Bu original
A partir d'aquesta Saga es creen dues versions de Bola de Drac Kai, la internacional i la japonesa. La versió internacional té diferents cançons i vuit episodis afegits (set durant la saga d'en Majin Bu i un durant la saga d'en Majin Bu original).
| # (Int.) | # (Japó) | Títol en català | Data d'estrena al Japó | Data d'estrena a Catalunya |
| --- | -------- | --- | ---------------------- | -------------------------- |
| 141 | 134      | El fruit de la ràbia: Neix un altre Majin! Ikari ga Umidashita Mono Mō Hitori no Majin! (怒りが産み出したモノ もうひとりの魔人！)                                                                               | 14 de desembre de 2014 | 9 de març de 2016          |
| Quan un jove dispara al gosset d'en Majin Bu, el senyor Satan atura el seu atac i el fa fugir. En Majin Bu fa servir els seus poders per curar el gosset i reprèn la seva vida feliç amb el senyor Satan i el cadell. El jove torna i dispara al senyor Satan. El Bu el cura, però per culpa de la ràbia, expulsa tot el mal que habitava el seu cos i neix així un altre Majin Bu. Mentrestant, al planeta dels kaioshins en Son Gohan continua explotant les seves capacitats amb l'Antic Kaioshin i al Palau de Déu en Son Goten i en Trunks fan un petit descans en el seu entrenament per dominar la fusió.                                    |          | |                        |                            |
| 142 | 135      | En Bu es menja en Bu. L'atac del nou Majin Bu! Buu ga Buu O Tabechatta Arata na Majin Shūrai!! (ブウがブウを食べちゃった 新たな魔人襲来！！)                                                                    | 21 de desembre de 2014 | 10 de març de 2016         |
| El Majin Bu dolent s'enfronta al Majin Bu original i després de derrotar-lo pateix una nova transformació. El nou Majin Bu, més fort i més preparat pel combat, no triga a localitzar el Palau de Déu i demana lluitar contra els tres guerrers forts, tal com li havia promès en Son Goku. En Son Goten i en Trunks encara no estan llestos per enfrontar-s'hi i per guanyar temps, en Cor Petit proposa a en Majin Bu que mati la resta d'humans de la Terra i després demana a en Krilin que porti els dos nens a la cambra de l'Esperit del temps.                                                                                              |          | |                        |                            |
| 143 | 136      | Directes al desastre! Una hora de coll! Hakyoku e Masshigura! Taimurimitto wa Ichi Jikan !! (破局へまっしぐら！タイムリミットは1時間！！)                                                                       | 28 de desembre de 2014 | 11 de març de 2016         |
| En Cor Petit convenç el nou Majin Bu que esperi una hora abans d'enfrontar-se a en Son Goten i en Trunks. El parell de nens decideixen entrenar-se l'hora que els queda a la sala de l'Esperit del Temps. En Majin Bu acaba perdent la paciència abans de l'hora i per aturar-lo en Cor Petit li promet que podrà lluitar immediatament. Fent marrada, en Cor Petit acompanya el monstre a la sala de l'Esperit del Temps per enfrontar-se als dos nens. Mentrestant, la cerimònia de l'Antic Kaioshin per explotar els poders ocults d'en Son Gohan dona bons resultats.                                                                           |          | |                        |                            |
| 144 | 137      | S'ha acabat l'entrenament! Estàs perdut, Maijin Bu! Tokkun Kanryō! Kore de Owari da Majin Bū!! (特訓完了！これで終わりだ魔人ブウ！！)                                                                           | 11 de gener de 2015    | 14 de març de 2016         |
| En Cor Petit intenta entretenir al màxim en Majin Bu, però al monstre se li acaba la paciència. En Cor Petit fa servir la telepatia per avisar en Son Goten i en Trunks que van cap a la sala de l'Esperit del Temps. Quan hi arriba en Majin Bu, en Son Goten i en Trunks es fusionen sense transformar-se abans en superguerrers per donar emoció al combat. Però en Majin Bu domina sense problemes el Gotenks, que acaba transformant-se en superguerrer i comença a lluitar de debò. |          | |                        |                            |
| 145 | 138      | Fantasmes per liquidar en Maijin Bu! Atac kamikaze! Obake de Bū Taiji! Hissatsu! Kamikaze Atakku!! (オバケでブウ退治 必殺！カミカゼアタック！！)                                                                | 18 de gener de 2015    | 15 de març de 2016         |
| En Majin Bu i el Gotenks s'enfronten a l'interior de la sala de l'Esperit del Temps. El Gotenks prepara un nou atac amb uns fantasmes que exploten quan toquen alguna cosa. Les explosions deixen en Majin Bu en molt mal estat, però el monstre aconsegueix regenerar-se a partir dels bocins en què s'ha convertit. En Cor Petit recorre a una tàctica desesperada: destrueix la porta de la sala de l'Esperit del Temps i d'aquesta manera ell, el Gotenks i en Majin Bu hi queden atrapats dins per sempre més. |          | |                        |                            |
| 146 | 139      | L'última transformació d'en Gotenks! SúperGotenks 3! Gotenkusu no Totte Oki Henshin! Sūpā Gotenkusu Surī!! (ゴテンクスのとっておき 変身！超ゴテンクス３！)                                                      | 25 de gener de 2015    | 16 de març de 2016         |
| En Cor Petit destrueix la porta de la sala de l'Esperit del Temps i d'aquesta manera ell, el Gotenks i en Majin Bu hi queden atrapats. Però en Majin Bu obre un forat al mur que separa les dimensions, fuig de la sala i arriba al Palau de Déu, on converteix tothom en xocolata. El Gotenks es transforma en superguerrer de tercer nivell i aconsegueix sortir també de la sala amb en Cor Petit. Mentrestant, al planeta dels kaioshins, en Son Goku nota que en Majin Bu s'ha escapat. |          | |                        |                            |
| 147 | 140      | De bon humor! Jugant a voleibol amb en Maijin Bu! Nori-Nori! Bū-Bū Barēbōru! (ノリノリ！ブウブウバレーボール！)                                                                                                 | 1 de febrer de 2015    | 17 de març de 2016         |
| En Gotenks, transformat en superguerrer de tercer nivell, es vol venjar d'en Majin Bu per haver mort tots el que eren al Palau de Déu. El combat amb el monstre sembla força igualat. El Gotenks li planta cara, però cada vegada que el té contra les cordes, en Majin Bu es refà. Just quan està a punt de donar-li el cop definitiu, s'acaben els efectes de la fusió i el Gotenks torna al seu estat normal. |          | |                        |                            |
| 148 | 141      | Gràcies per esperar-me! Un nou Son Gohan torna a la Terra! O Matase Min'na! Shinsei Gohan, Chikyū e!! (お待たせみんな！新生悟飯、地球へ！！)                                                                    | 8 de febrer de 2015    | 18 de març de 2016         |
| La batalla entre el Gotenks i en Majin Bu s'interromp de cop i volta quan s'acaben els efectes de la fusió i en Son Goten i en Trunks se separen. Des del planeta dels kaioshins, en Son Goku veu el que passa i diu a en Son Gohan que s'afanyi. L'Antic Kaioshin els comunica que en Son Gohan ja fa una estoneta que està a punt. En Son Gohan i en Son Goku s'acomiaden i en Kibito transporta en Son Gohan a la Terra. Un cop allà en Son Gohan es disposa a enfrontar-se a en Majin Bu. |          | |                        |                            |
| 149 | 142      | En Maijin Bu apallissat. El superpoder del nou Son Gohan! Bū wo attō! Arutimetto Gohan no sūpāpawā!! (ブウを圧倒！究極（アルティメット）悟飯の超パワー！！)                                                     | 15 de febrer de 2015   | 21 de març de 2016         |
| El nou Son Gohan domina amb facilitat en Majin Bu en la seva primera topada. Desesperat, el monstre es fa explotar per fugir d'en Son Gohan i guanyar temps. En Son Gohan i en Cor Petit noten que en Dende és viu i amb en Son Goten i en Trunks surten a buscar-lo. Abans, la colla troba el senyor Satan i li diuen que la Videl és morta. Però en Son Goten tranquil·litza el campió mundial i li explica que ressuscitaran totes les víctimes d'en Majin Bu amb les boles de drac. |          | |                        |                            |
| 150 | 143      | La jugada d'en Maijin Bu: El monstre absorbeix en Gotenks! Bū no Warudakumi Gotenkusu Kyūshū!? (ブウの悪巧み ゴテンクス吸収！？)                                                                                | 1 de març de 2015      | 21 de març de 2016         |
| En Majin Bu convenç en Son Goten i en Trunks perquè es fusionin i lluitin amb ell. Llavors el monstre absorbeix el Gotenks i en Cor Petit i es converteix en un guerrer més fort i intel·ligent. En Son Gohan i el nou Majin Bu tornen a enfrontar-se, però aquest cop en Son Gohan no pot fer res contra el totpoderós monstre. En Son Goku i el Kaioshin de l'Est veuen que la derrota és imminent i l'Antic Kaioshin hi busca una solució. |          | |                        |                            |
| 151 | 144      | La brillant idea de l'Antic Kaioshin! En Son Goku resucita! Dai Kaioshin no Myōan! Yomigaere Son Gokū !! (大界王神の妙案！よみがえれ孫悟空！！)                                                                 | 15 de març de 2015     | 22 de març de 2016         |
| En Son Gohan continua lluitant contra en Majin Bu. Mentrestant l'Antic Kaioshin està disposat a donar la vida perquè en Son Goku pugui tornar a la Terra per ajudar el seu fill. Li explica que per poder derrotar en Majin Bu s'haurà de fusionar amb en Son Gohan i per fer-ho li ofereix les arracades màgiques dels kaioshins, que permeten fer una fusió poderosa, però permanent. D'altra banda el Gran Jutge Emma també deixa tornar en Vegeta a la Terra per liquidar en Majin Bu. |          | |                        |                            |
| 152 | 145      | Esperant un miracle... S'acabarà fusionant amb aquell, en Son Goku? Kiseki wa Ichido… Naru ka Gokū to Aitsu Chō-Gattai (奇跡は一度… なるか悟空とアイツの超合体)                                                 | 22 de març de 2015     | 22 de març de 2016         |
| En Son Goku pretén fer servir les arracades màgiques per fusionar-se amb en Son Gohan i liquidar d'una vegada en Majin Bu, però el monstre acaba absorbint en Son Gohan. Ara en Son Goku no sap si fusionar-se amb en Dende o amb el Senyor Satan. Aleshores en Vegeta arriba de l'Altre Món i en Son Goku intenta convèncer-lo perquè deixin de banda les seves diferències i es fusionin per transformar-se en el guerrer més poderós de tots els temps. |          | |                        |                            |
| 153 | 146      | En Vegeku: El guerrer invencible! Muteki! Kyūkyoku no senshi Bejitto! (無敵！究極の戦士ベジット！) | 29 de març de 2015     | 23 de març de 2016         |
| En Vegeku i en Majin Bu intercanvien insults i cops mentre en Vegeku es va acostumant al seu nou cos. Un cop ho ha fet, domina el monstre amb facilitat i li demana que s'hi esforci més. Enrabiat, en Majin Bu s'acaba introduint al cos d'en Vegeku per controlar-lo des de l'interior. Quan veu que en Vegeku és molt més fort que ell surt del cos del seu rival i crea un forat interdimensional que pot posar fi a l'univers. Per sort, en Vegeku aconsegueix aturar-lo abans no sigui massa tard. |          | |                        |                            |
| 154 | 147      | El trumfo amagat d'en Maijin Bu! El monstre absorbeix els guerrers! Buu no Oku no Te! Kyūshū Sareta Senshi-tachi!! (ブウの奥の手！吸収された戦士たち！！)                                                       | 5 d'abril de 2015      | 23 de març de 2016         |
| En Vegeku continua lluitant amb en Majin Bu, jugant amb el monstre i allargant el combat, per desesperació de l'Antic Kaioshin. En Majin Bu recorre al superatac kamikaze fantasmagòric d'en Gotenks i fins i tot converteix en Vegeku en caramel per cruspir-se'l, però no li serveix de res. Desesperat, el monstre rosa treu el seu trumfo amagat i absorbeix el seu contrincant. |          | |                        |                            |
| 155 | 148      | Rescatem en Son Gohan i els altres! La missió d'infiltració d'en Son Goku i en Vegeta! Gohan-tachi o Tasukedase! Gokū to Bejīta no Sennyū Misshon! (悟飯たちを助け出せ！悟空とベジータの潜入作戦(ミッション)！) | 12 d'abril de 2015     | 24 de març de 2016         |
| En Majin Bu absorbeix en Vegeku, que pot cobrir-se amb la barrera protectora. Quan són dins el monstre, en Vegeta i en Son Goku se separen i comencen a buscar en Son Gohan i els altres. Un cop els han trobat, els alliberen. Localitzen també la forma original d'en Majin Bu i quan estan a punt de posar-lo en llibertat, descobreixen que el monstre ha aconseguit ficar-se dins el seu propi cos per enfrontar-se a tots els seus enemics. |          | |                        |                            |
| 156 | 149      | Fugida desesperada! Torna la forma més maligna d'en Maijin Bu! Tainai Kara Kinkyū Dasshutsu! Bū Saiaku e no Gyaku-Henshin!! (体内から緊急脱出！ブウ最悪への逆変身！！)                                          | 19 d'abril de 2015     | 24 de març de 2016         |
| En Vegeta i en Son Goku continuen lluitant a l'interior d'en Majin Bu. En Vegeta hi troba empresonat el Majin Bu gras i l'arranca del cos del monstre. Aleshores en Majin Bu comença a transformar-se i en Son Goku i en Vegeta aprofiten per agafar en Son Gohan i els altres i buscar una sortida a l'exterior. Un cop fora, amaguen els seus amics entre unes roques i comproven que en Majin Bu s'ha convertit en una nova versió del monstre, més maligna encara que les anteriors. |          | |                        |                            |
| 157 | 150      | La Terra desapareix! L'atac definitiu del Maijin Bu original! Chikyū shōmetsu!! Hajimari no Bū no hidōna ichigeki!! (地球消滅！！始まりのブウの非道な一撃！！)                                                  | 26 d'abril de 2015     | 25 de març de 2016         |
| En Majin Bu acaba destruint la Terra. Però just abans, en Kaioshin Kibito salva en Son Goku, en Vegeta, en Dende i el senyor Satan fent servir el canvi de lloc instantani i els du al planeta dels Kaioshins. En Majin Bu comença a destruir altres mons buscant en Son Goku i en Vegeta i arriba al planeta del Gran Kaito, a l'Altre Món. |          | |                        |                            |
| 158 | 151      | El combat decisiu! La gran batalla al planeta dels kaioshins! Saigo no chōjō kessen! Kaiōshin-kai de ketchaku da!! (最後の頂上決戦！界王神界で決着だ！！)                                                       | 3 de maig de 2015      | 25 de març de 2016         |
| En Majin Bu ataca el planeta del Gran Kaito. Per salvar en Krilin i el Iamxa, en Son Goku i en Vegeta augmenten la potència de la seva energia perquè el monstre sàpiga on són i vagi al planeta dels Kaioshins, on no pot fer tantes destrosses. L'Antic Kaioshin mira de convèncer en Son Goku i en Vegeta perquè es tornin a fusionar, però ells s'hi neguen. Quan en Majin Bu arriba al planeta dels Kaioshins, en Son Goku és el primer a enfrontar-s'hi i comença així una batalla èpica. |          | |                        |                            |
| 159 | 152      | Endavant, Kakarot! Ets el millor! Ganbare Kakarotto! Omae ga Nanbā Wan da!! (頑張れカカロット！お前がNo.1だ！！)                                                                                                | 10 de maig de 2015     | 26 de març de 2016         |
| En Son Goku es transforma en superguerrer de tercer nivell per lluitar contra en Majin Bu. A pesar d'un seguit d'atacs espectaculars, en Majin Bu es regenera constantment i en Son Goku acaba rebentat. Llavors entra en acció en Vegeta i de seguida s'adona de l'enorme força del monstre. Reflexiona sobre la seva rivalitat amb en Son Goku i acaba reconeixent la seva superioritat. Quan en Majin Bu està a punt de posar fi a la vida del príncep dels superguerrers, apareix en Son Goku i continua el seu combat amb en Majin Bu. |          | |                        |                            |
| 160 | 153      | Un combat d'un minut! La maniobra de distracció d'en Vegeta! Shōbu wa ippunkan Bejīta inochigake no jikan kasegi! (勝負は1分間 ベジータ命懸けの時間稼ぎ！)                                                      | 17 de maig de 2015     | 26 de març de 2016         |
| En Son Goku continua el seu combat amb en Majin Bu, però no aconsegueix rematar-lo. En Son Goku diu a en Vegeta que necessita un minut per concentrar prou energia per fer l'atac definitiu contra el monstre. El príncep dels superguerrers s'enfronta a en Majin Bu mentre en Son Goku es prepara per a l'atac. Quan el monstre està a punt d'eliminar en Vegeta, apareix el Senyor Satan que, convençut que tot plegat és un somni, desafia en Majin Bu. |          | |                        |                            |
| 161 | 154      | El pla secret d'en Vegeta. Concedeix-nos dos desitjos, sisplau! Hirameita Hisaku Futatsu no Negai o Kanaetamae! (閃いた秘策 ２つの願いを叶えたまえ！)                                                           | 24 de maig de 2015     | 27 de març de 2016         |
| Tots queden bocabadats quan el senyor Satan aconsegueix que en Majin Bu no l'ataqui. Llavors el monstre escup la forma grassoneta d'en Majin Bu, que era la que impedia que ataqués el seu antic amic. Els dos monstres inicien un combat mentre en Son Goku intenta en va concentrar energia. En Vegeta té una idea i diu a en Dende que vagi al planeta Namek i invoqui el drac Porunga. |          | |                        |                            |
| 162 | 155      | Doneu-me la vostra energia! Farem una gran bola Genki! Ora ni Genki o Waketekure! Tsukuru ze Dekkai Genki-Dama!! (オラに元気を分けてくれ！作るぜでっかい元気玉！！)                                             | 31 de maig de 2015     | 27 de març de 2016         |
| En Dende fa servir dos dels seus tres desitjos per deixar la Terra tal com estava i per ressuscitar tots els que han mort des de l'arribada del bruixot Babidí, menys els dolents. En Vegeta revela el seu pla: els humans han de transmetre energia a en Son Goku perquè pugui fer una gran bola Genki per destruir en Majin Bu. El problema és que els habitants de la Terra no fan cas al príncep dels guerrers. |          | |                        |                            |
| 163 | 156      | Tu ets el salvador del món! La bola Genki de tothom ja està a punt! Sekai no Kyūseishu wa Omaeda! Min'na no Genki-Dama Kansei!! (世界の救世主はおまえだ！みんなの元気玉完成！！)                                | 7 de juny de 2015      | 28 de març de 2016         |
| Els habitants de la Terra continuen sense fer cas a en Vegeta i a en Son Goku i es neguen a ajudar-los a fer la bola Genki. Finalment el Senyor Satan els diu que és ell el que lluita contra en Majin Bu i els terrícoles comencen a aixecar els braços per transferir energia i fer la bola més grossa. Per desgràcia, en Vegeta és massa a prop del monstre i en Son Goku es resisteix a llançar la bola. El Senyor Satan hi torna a intervenir, allunya en Vegeta i en Son Goku inicia el seu atac. |          | |                        |                            |
| 164 | 157      | En Son Goku és el més fort del món! Bon vent, Maijin Bu! Yappari Saikyō Son Gokū!! Majin Bū Shōmetsu (やっぱり最強孫悟空！！魔人ブウ消滅)                                                                       | 14 de juny de 2015     | 28 de març de 2016         |
| La gran bola Genki ja està formada, però la batalla amb en Majin Bu ha deixat en Son Goku esgotat, sense forces per controlar aquesta poderosa arma. En Vegeta s'adona que encara poden demanar un tercer desig al drac Porunga i en Dende fa servir el desig per donar forces a en Son Guku. Un cop recuperat, el superguerrer llança la bola Genki contra en Majin Bu i el monstre desapareix per sempre. El Senyor Satan troba el Bu grassonet ferit però viu, i en Son Goku decideix perdonar-li la vida. Els guerrers tornen a la Terra i es retroben amb familiars i amics al Palau de Déu. La Terra s'ha salvat i comença un període de pau. |          | |                        |                            |
| 165 | -        | La pau torna al món. Els guerrers poden descansar! | 14 de juny de 2015     | 29 de març de 2016         |
| Mig any després de l'eliminació d'en Majin Bu la pau regna a l'univers. El Bu grassonet passeja per la ciutat i vol comprar uns gelats, però no té diners. Per guanyar-ne participa en una lluita de carrer i amb el premi compra una pila de gelats. Després en Bu acompanya la Bulma a una joieria i mentre compren apareixen uns atracadors. Quan estan a punt d'intervenir-hi en Son Gohan i la Videl disfressats de Saiyaman 1 i 2, els atracadors reconeixen en Bu i es lliuren a la policia. La Bulma organitza una festa a casa seva. Hi són tots, menys en Son Goku, que s'entreté salvant uns pollets de pterosaure.                      |          | |                        |                            |
| 166 | 158      | Deu anys després. L'esperat campionat mundial d'arts marcials! Soshite Jūnengo… Hisashiburi no Tenka’ichi Budōkai! (そして１０年後…久しぶりの天下一武道会！)                                                    | 21 de juny de 2015     | 30 de març de 2016         |
| Han passat deu anys des que en Son Goku va derrotar el malvat Majin Bu. Tota la colla es reuneix la vigília del Campionat Mundial d'Arts Marcials. Hi participaran en Son Goku, en Vegeta, en Bu, el Senyor Satan, en Trunks, en Son Goten i la Pan, la filla d'en Son Gohan i la Videl, entre altres lluitadors. En Son Goku mostra un gran interès per enfrontar-se a un jove que es diu Ub, que resulta ser en Majin Bu reencarnat en bona persona. |          | |                        |                            |
| 167 | 159      | Encara més fort! El somni d'en Son Goku no s'acaba mai! Motto Tsuyoku! Gokū no Yume wa Owaranai! (もっと強く！悟空の夢は終わらない！！)                                                                         | 28 de juny de 2015     | 31 de març de 2016         |
| Comença el Campionat Mundial d'Arts Marcials. Hi participen en Son Goku, en Vegeta, en Son Goten, en Trunks i la Pan. La Pan derrota el seu primer rival sense despentinar-se. A continuació en Son Goku s'enfronta a un nen que es diu Ub i que resulta ser la reencarnació d'en Majin Bu. Després d'una lluita intensa, en Son Goku s'adona que l'Ub necessita algú que li ensenyi l'art del combat i decideix abandonar la seva família els seus amics per formar l'Ub. En Vegeta sap el motiu que hi ha darrera la decisió d'en Son Goku: entrenar algú que li pugui plantar cara.                                                              |          | |                        |                            |